# ウルトラマンタロウの登場怪獣
- ウルトラマンタロウ > ウルトラマンタロウの登場怪獣
- ウルトラ怪獣一覧 > ウルトラマンタロウの登場怪獣

ウルトラマンタロウの登場怪獣（ウルトラマンタロウのとうじょうかいじゅう）は、特撮テレビドラマ『ウルトラマンタロウ』に登場する怪獣、宇宙人、超獣、異次元人、その他の生物の一覧である。

## オイル超獣 オイルドリンカー
第1話「ウルトラの母は太陽のように」に登場。
『ウルトラマンタロウ』で登場した最初の超獣。最後の超獣と思われたジャンボキングがウルトラマンエースに倒されたあと、唯一生き残っていた超獣。石油が常食で、1日に10万ガロンの石油を摂取する。ダイヤモンドよりも硬い牙でタンカーの石油タンクに穴を開け、中の石油を飲み尽くす。頭部の角は、遠くから石油の在処を把握できるレーダーになっている。飲んだ石油を発火させて、口から高熱火炎を放射する。
太平洋にてタンカーを襲撃した後に東京湾沿岸に突如出現し、石油を狙って上陸したところを東光太郎の操作するクレーンで足止めされたところにZATの攻撃を受け、一旦退却する。再度出現した際に怪獣アストロモンスと衝突し、叩きのめされた果てに腹部のチグリスフラワーから捕食される。
- デザインは鈴木儀雄が担当した[9][10]。造形ではデザイン画に見られた手足の二又の爪と毛のディテールはオミットされた[10]。頭頂部と背中から上に伸びる巨大な2本の角も、後頭部の1本のみに変更された[10]。
- 着ぐるみの身体は『ミラーマン』のゴルゴザウルスの改造[出典 4]で、頭部は新規造形[12][13]。アストロモンスに飲み込まれるシーンでは別の造形物が用いられた[13]。
- ビデオおよびDVDで発売された『ウルトラ怪獣大百科 ウルトラマンタロウ編』のナレーションでは、ヤプールがもう一度超獣の恐ろしさを思い出させるために潜伏させておいたと解説されている。
- 蛭田充や内山まもるの漫画版ではコスモリキッドの姿で描かれており、内山まもる版ではウルトラマンタロウに瞬殺されている。
- 『平成ウルトラセブン』の第1作「太陽エネルギー作戦」では、ウルトラ警備隊の過去のデータファイルに写真で登場。
- 『ウルトラマンタイガ』では、宗谷ホマレがオイルドリンカーのオイル焼きを食べるシーンがあり、それを説明するセリフもあったが、本編ではカットされた[14]。

## 宇宙大怪獣 アストロモンス
第1話「ウルトラの母は太陽のように」に登場。
ウルトラマンタロウが地球で最初に戦った怪獣。チグリスフラワー（後述）が焼却処分されて埋められたあとに花の根が急成長し、怪獣化した姿。武器は右腕の鞭、左腕の鎌、腹部の花から噴射する白い霧状の溶解液で、この溶解液は鉄筋コンクリートの建造物も一瞬で朽ち果てさせる。また、劇中では披露しないが、口から1万度の火炎を吐く。腹部の花は捕食器官になっており、劇中ではこれでオイルドリンカーを捕食する。翼はないが、マッハ3の速度で空を飛行する。タロウとの戦闘ではパンチやスワローキックによって劣勢となるが、一瞬の隙をついてタロウに溶解液を吹きつけ、さらには両手で攻撃して優勢に立つ。しかし、体勢を立て直したタロウにウルトラスウィングで投げ飛ばされ、ストリウム光線で撃破される。
- デザインは熊谷健が担当した[出典 9]。熊谷のデザインの特徴である赤い挿し色を角や鞭、チグリスフラワーに入れている[21]。造形では腕から腰に広がる赤い羽状の意匠がオミットされ、体表のモールドも石畳のようなもので統一された[10]。また、チグリスフラワーも胸部の毛がほとんど隠れるほどに拡大され、体表の前面を覆い隠している[10]。
- ネーミングの由来は「宇宙怪獣」を英訳した「アストロモンスター」[22]。当初は「フラワーキング」との名前が予定され、脚本では「アストロキング」と記されていた[22]。
- 企画書のサンプルストーリーでは、宇宙から飛来して宇宙ステーションを全滅させている[23]。
- 造形物はスーツとは別にアップ用の頭部と腹部が作られた[13]。そのほか、飛び人形・爆発用のカポック・実物大の足が用いられた[13]。
- 児童誌[要文献特定詳細情報]でタイラントの後頭部の角はブラックキングだと説明している記事でアストロモンスの画像が誤って紹介されており、『ウルトラマンギンガ 劇場スペシャル』パンフレットでも確認できる。

### 吸血植物 チグリスフラワー
第1話「ウルトラの母は太陽のように」に登場。
東光太郎が白鳥船長からもらった球根から育った植物。伝説では砂漠で100年に1回だけ花を咲かせるとされるが、正体は吸血植物の幼体であり、光太郎によって日本の花壇に植えられたあとは長い触手を使って夜な夜な動物を捕まえ、吸血していた。その危険性を重く見たZATにより、増殖したところを焼却処分されて埋められた。
吸血行動がチグリスフラワーにとって必要な栄養を満たしたあと、花の地下の根部分が急成長してアストロモンスの姿に変貌する。なお、ZATに危険視される前には夜間パトロール中のラビットパンダを触手で襲撃したところを同車両の電撃でたやすく撃退されるなど、後にZATの大規模な電気ショック作戦で苦しむアストロモンス以上に電気を苦手とする様子も描かれている。
- 書籍『ウルトラマン大辞典』では宇宙から来たものと解説されている[15]。

### 『ウルトラ6兄弟VS怪獣軍団』に登場するアストロモンス
映画『ウルトラ6兄弟VS怪獣軍団』に登場。タイに現れる怪獣軍団の1匹。最後はダストパンと共に首を切断され、コミカルな動きをした後、爆死した。

### その他の作品に登場するアストロモンス
- ビデオ『ウルトラスーパーファイト』第2話「ウルトラ悲話エースの初恋」、第4話「ウルトラ悲話エースよ泣くな」、第12話「怪獣の誕生日」に登場。本作品ではウルトラマンAの恋人役として登場するが、第4話で怪獣たちの制裁を受けて落命する。
- 映画『新世紀ウルトラマン伝説』にも登場。映像は『タロウ』からの流用。
- 映画『大決戦!超ウルトラ8兄弟』（2008年）の初期プロット「ウルトラマンメビウス&ウルトラ兄弟2」で登場が予定されており、酉澤安施による参考用デザインも描かれていた[26]。
- 映画『大怪獣バトル ウルトラ銀河伝説 THE MOVIE』では、ベリュドラの首を構成する怪獣の1体となっている[27]。
- 『ウルトラゾーン』のアイキャッチでは、グドンとライブでマイクを持ち歌っている姿が描かれている[28]。
- 『ウルトラマンフェスティバル2013』ライブステージ第2部では、エネルギーが残り少ないウルトラマンギンガに奇襲するが、突如乱入したウルトラマンボーイに倒される。
- 漫画『ウルトラジャーニー』では、アストロモンスを擬人化したデザインのグリシーヌという少女が登場する。また、愛を糧に成長する薔薇が茨でアストロモンスの姿を形成している。

## 液体大怪獣 コスモリキッド
第2話「その時 ウルトラの母は」、第3話「ウルトラの母はいつまでも」に登場。
外部から攻撃を受けると全身を液状化させて水中を移動することができる怪獣。肉食の性質で凶暴。舌が10メートルまで自在に伸び、人間を捕食する。多摩川に潜んで人間を襲いながら下流に流れた後、ZATの放電作戦によって炙り出され、タロウとの交戦中に「何でも飲み込む穴（ライブキング）」に落ちる。しかし、光太郎と子犬ポチの救出用にZATが撃ち込んだパイプにより、ライブキングの胃から脱出する。ライブキングとの交戦中に出現したタロウを危機に陥れるが、最後はタロウのウルトラフリーザーを受け、凍ったところにZATのスカイホエールのパンチ弾を受け、粉砕される。
- デザインは熊谷健が担当した[20][10]。これについては書籍によっては、『タロウ』の美術・デザインを担当していた鈴木儀雄が作品立ち上げ時で多忙であったため、熊谷が登板されたと推測されている[21]。
- 名前の由来はコスモ（宇宙）＋リキッド（液体）。書籍『オール・ザットウルトラマンタロウ』では、宇宙怪獣の一種と解説されている[6]。
- 造形物は、スーツのほかアップ用の頭部・爆発用カポック・実物大の舌などが用いられた[13]。
- 『小学二年生』で連載された内山まもるの漫画版では第3話に登場。液状化したまま人間や家畜を消化するなど、映像作品以上に能力を活かして暴れまわったが、タロウとの戦いではウルトラフリーザーで凍結させられ、ストリウム光線を浴びて粉砕された。なお、内山版と蛭田充の漫画版では前回登場したオイルドリンカーがコスモリキッドの姿で描かれている。
- 『ウルトラマン OFFICIAL DATA FILE No.26』では、多摩川で生き長らえている可能性が示唆されている[要ページ番号]。
- 映画『大怪獣バトル ウルトラ銀河伝説 THE MOVIE』では、ベリュドラの左腕を構成する怪獣の1体となっている[27]。

## 再生怪獣 ライブキング
第2話「その時 ウルトラの母は」、第3話「ウルトラの母はいつまでも」に登場。
大きく突き出した腹に出べそ、そしてカモのような口吻から放たれる不気味な笑い声のような咆哮が特徴的な怪獣。武器は口からの火炎と怪力、そして再生能力である。
多摩川の河川敷の地中に潜み、大穴に偽装した鼻は「何でも飲み込む穴」として話題となる。一時的にコスモリキッドを捕食するものの消化吸収に手間取っていたところ、穴へ落ちた子犬ポチを助けるために光太郎も潜ったことから、地上に出現する。ZATのパイプ作戦でコスモリキッドを抜き取られ、続けてコショウ作戦で光太郎とポチを吐き出した直後、タロウと対峙してコスモリキッドと共にタロウの左腕を折るなど苦戦させるが、コスモリキッドと共にウルトラフリーザーで凍結し、続けて放たれたストリウム光線を受けて一度は爆発四散する。
だが、残っていた心臓から再生能力により、完全復活する。今度はニワトリを襲いながら東京の地下に潜伏し、笑い声のような咆哮で市民を恐怖に陥れる。その後、共鳴を狙ったと考えられる笑い声のような咆哮の録音と家畜によって郊外へ誘き出されて出現し、一時は光太郎が下敷きになる。ウルトラの母の救援によって形勢が逆転した後は宇宙に運ばれ、ストリウム光線とマザー破壊光線を受けて全身を粉砕され、完全死を迎える。
- デザインの担当者は不明[20][21]。
- スーツのコブはワイヤーでつながれており、1つ1つが独立して動く[13]。造形物はスーツのほか、爆発用カポック2種類・本編用の背中のアップなどが用意された[13]。
- 『小学二年生』で連載された内山まもる版『ウルトラマンタロウ』では、第2話に登場。再生能力はまったく見せず、タロウのヒーロー光線の一撃で倒されている。
- 『小学一年生』連載版の石川賢版『ウルトラマンタロウ』では、第1話に登場。東京の地面から出現して暴れ回り、現れたタロウのストリウム光線とアトミックパンチのコンボで粉砕されるが、一晩で再生する。タロウとの再戦では頭部を潰されてもなお復活するなど強靭さを見せたが、最後は宇宙に連れ出され、そのまま太陽に投棄されて焼き尽くされるという最期を迎えた。なお、こちらでは一度タロウに倒された際に「まだまだ死にはしないぞ」と人語を喋っている。

### その他の作品に登場するライブキング
- 映画『大怪獣バトル ウルトラ銀河伝説 THE MOVIE』では、ベリュドラの左腕を構成する怪獣の1体となっている[27]。
- 『ウルトラ怪獣擬人化計画 ギャラクシー☆デイズ』に登場。ゴモラ・ベムスター・ゼットンの友人。目を回しているような特徴的な目つきをしており、常に笑い声を上げながら笑みを浮かべている（ただし、本人は笑っているという自覚はない）。ゼットンのバリヤーを「おいしそうだから」という理由でゴモラと一緒に見せるようにせがんだりと、天然というよりもどこかネジが外れたような壊れた性格をしている。また、バードン並みに食い意地が張っている。
- 『ウルトラマンサーガ』の初期案では、バット星人に怪獣墓場から連れ出されて地球で暴れるもののウルトラマンコスモスと戦って落ち着いた後はビーストゼットン（完成版のハイパーゼットンの初期名）との戦いに参戦し、倒される予定だった[31]。

## 大亀怪獣 クイントータス
第4話「大海亀怪獣 東京を襲う！」、第5話「親星子星一番星」に登場。
海底火山活動により、日本近海に出現したオロン島の2億年前の古代亀の卵が地殻の変動で気圧の薄い地上に飛び出し、開放され巨大化した怪獣。武器は卵管から排出する赤い卵爆弾。これはいかなる場所にも取り付くことが可能なリモコン爆弾であり、目の発光と共に爆発する。この爆弾は敵の体に張り付いたり、繋げて鎖状にして相手に巻きつけることも可能。また手足を甲羅の中に引っ込めて回転して空中を飛び、地中に潜ることも出来る。その他、伸縮自在の舌も持つ。堅い甲羅はタロウのストリウム光線にも1発なら耐えられる。基本的にはおとなしい怪獣であるが肉食性で、作中では卵を奪った人間を食い殺す様子も見せた。
卵と共に一度は悪徳興行師の黒崎やその部下たちに捕獲されるが脱出。その後、夫のキングトータスと共に、卵のスープを食べた人間（亀甲状の蕁麻疹が現れる）に次々と復讐して殺害する。その最中には夫婦でタロウを撃破し、復讐を終えた後はおとなしくなり卵を持ち帰るそぶりをみたZATのバスケット作戦で、残された卵と共にオロン島に帰される。しかし直後にその存在を危険視した地球警備隊水上艦隊の艦砲射撃を受けオロン島は沈没する。最後の卵を口の中に入れて守るが、自身は頭に攻撃を受けて狂ってしまった。苦しみながら東京市街を破壊したため、タロウのストリウム光線を2発受けて倒された。
亡骸は一旦タロウが大気圏外へ搬出しそこでウルトラセブンにキングトータス、ミニトータスと共にウルトラの星に運ばれて復活を遂げ、その後はそこで平和に暮らしている。
- デザインは鈴木儀雄が担当した[出典 19]。デザイン画では四足歩行怪獣として描かれていた[19]。
- スーツはキングトータスよりも首が短く、ミニトータスよりも尾が長くなっており、区別化されている[13]。造形物はスーツのほかアップ用の顔・飛行および水中用のミニチュア・円盤形態などが用意された[13]。
- カプセル怪獣アギラの出身地・アニマル星に連れて行ったという裏設定がある[33]。

## 大亀怪獣 キングトータス
第4話「大海亀怪獣 東京を襲う！」、第5話「親星子星一番星」に登場。
クイントータスの夫怪獣。頭頂部に角がある。クイントータスと共に東京に上陸し、卵を食べた人間に次々と復讐していく。口からは火炎玉（高熱火炎）を吐く。クイントータスと力を合わせた真空渦巻き（真空竜巻）でタロウを退ける。復讐を遂げた後は卵やクイントータスと共にオロン島に帰るが、オロン島が地球警備隊の攻撃によって沈み、狂ったクイントータスがタロウによって倒されたため、息子のミニトータスを巨大化させて復讐しようとする。クイントータスを倒したことに罪悪感を持っていたタロウはその亡骸を宇宙に運び、キングとミニに後を追わせる。地球に住むところがなくなったトータス一家は、ウルトラセブンにウルトラの星へ連れて行かれた。
- デザインは鈴木儀雄が担当した[出典 24]。
- 造形物はスーツのほか飛行および水中用のミニチュア・円盤形態などが用意された[13]。
- 映画『大怪獣バトル ウルトラ銀河伝説 THE MOVIE』では、ベリュドラの右角を構成する怪獣の1体となっている[27]。

## 大亀怪獣 ミニトータス
第5話「親星子星一番星」に登場。
クイントータスが守った最後の卵から孵化した子供怪獣。キングトータスの光線を受けて幼体から短時間で急成長し、父子でタロウに復讐戦を挑む。急成長したため、親のような飛行能力は備わっていない。キングトータスの背に乗れなくなるほどの急成長で父による飛行もできなくなったため、ウルトラセブンに背負われて地球を脱出し、母の亡骸や父とともにウルトラの星に向かう。
- デザインは鈴木儀雄が担当した[出典 27]。デザイン画では円盤形態も描かれていた[19]。また、卵から孵化するため、別途でプロップ用の指示が描き込まれている[10]。
- 造形物はスーツのほか、誕生直後のギニョールが用意された[13]。

## なめくじ怪獣 ジレンマ
第6話「宝石は怪獣の餌だ！」に登場。
古代エジプトの伝説怪獣。特殊な宝石を常食とし、その持ち主を殺害しては宝石を食べる。光太郎がエジプトでもらった宝石のペンダントの後を追って現れ、ニンジンほどの大きさからZATガンのレーザー光線を浴びてそのエネルギーで巨大化する。武器は口から噴射する酸。また、長い舌も武器になり、皮膚はナパーム弾にも耐えるほどの強度を誇る。炎に包まれた時は、全身から白い煙のようなものを放出して消し止める。しかし、触角をもぎ取られ、舌をブルーレーザーで切断され、弱りきったところにストリウム光線を受けて爆発する。
- デザインは鈴木儀雄が担当した[出典 32]。
- 造形物はスーツのほか、爆発用カポックと本編用の大ナメクジが用意された[13]。
- 映画『大怪獣バトル ウルトラ銀河伝説 THE MOVIE』では、ベリュドラの左腕を構成する怪獣の1体となっている[27]。

## 大ガニ怪獣 ガンザ
第7話「天国と地獄 島が動いた！」に登場。
八丈島近海で次々と船舶を襲っていたカニの怪獣。夜行性で、昼間は海上に甲羅を出したまま眠っており、この姿が知らない者から見ると岩礁に見える。武器は口からの溶解泡と両手の鋏（はさみ）。この鋏は切られても瞬時に再生するうえ、劇中ではロケットパンチのごとく両方の鋏をタロウに投げつける。口からは毒ガスも吐く。
縄張り争いから海上でタガールと衝突して撃退した後は八丈島に上陸し、スカイホエールやコンドルを泡まみれにして撃墜すると、タロウも泡まみれにして一時優勢に立つが、最後はタロウに腹部の甲羅を剥がされて中にあった卵を放った後、無数の子ガニに分離する。子ガニはタロウの成長停止光線で巨大化を抑えられ、海に返された。後日、付近ではカニが豊漁となり、白鳥家の食卓にも上がった。
- デザインは鈴木儀雄が担当した[20][10]。デザイン画では「巨大ガニ」という仮名称であった[10]。書籍によっては、花咲ガニがデザインモチーフと推測されている[10]。本来、カニは8脚だが6脚にしており、甲羅も複雑に分割し、白っぽい腹部も赤に染めている[10]。
- 造形物はスーツのほか、岩礁として出現した際のミニチュアと実物大の目と腕が用意された[13]。

## 大ダコ怪獣 タガール
第7話「天国と地獄 島が動いた！」に登場。
住み処を日本近海に移そうとしていた際に海上でガンザと縄張り争いをしている大西洋で100年以上生きているタコ型の怪獣。武器は口からの黒い墨で、相手を一瞬で真っ黒にするほど大量に吐き、8本の触手も武器となる。墨を使ってガンザに一時善戦するが逆転され、最後はガンザの鋏で触手を斬られたうえ、右目を潰されて退散した。タロウとは戦っていない。
- スーツアクター：葵玉五郎[42][13]
- デザインは鈴木儀雄が担当した[20][10]。中央の口と八方に広がった手足は下からタコを見た姿で、頭部は正面から見た姿となっている[10]。

### その他の作品に登場するタガール
- 映画『大怪獣バトル ウルトラ銀河伝説 THE MOVIE』では、ベリュドラの胴体を構成する怪獣の1体となっている[27]。
- 『ウルトラ怪獣擬人化計画 ギャラクシー☆デイズ』では、ゴモラの気に入っているマスコットキャラクターとして登場。

## 大蛙怪獣 トンダイル
第8話「人喰い沼の人魂」に登場。
人喰い沼と呼ばれる沼の地底に潜んでいた怪獣。夜な夜な上半身を出しては、冬眠の際の常食である人間を怪しく明滅させた真っ赤な目から放射する催眠光線で動きを封じ、口から吐く透明なカプセルに閉じ込めて集める。武器は口から吐く火炎や破裂弾（爆発力を持った球体）。地底の巣をZATにベルミダー2世で攻撃され、地上に出現して暴れながら破裂弾をスカイホエールに吐くが、すべて撃墜される。タロウに対しては終始劣勢で、覆いかぶさって沼に沈めるものの、水中で逆に致命傷を負わされ、動けなくなったところにストリウム光線を受けて絶命した。
- デザインは鈴木儀雄が担当した[45]。
- 着ぐるみはライブキングの改造[46][13]。造形物はスーツのほか、アップ用の頭部と爆発用カポックなどが用意された[13]。
- 『ウルトラ怪獣攻げき技大図鑑』では、火炎は「ファイヤーマウス」と名づけられた。

## 大羽蟻怪獣 アリンドウ
第9話「東京の崩れる日」に登場。
新建材が燃焼する時に発生する化学物質PG-500を吸収して体質変化を起こして狂暴化した羽アリの大群が、ZATの火炎攻撃のエネルギーを吸収して一体化して巨大化した怪獣。強力な溶解液となった蟻酸や触角から放つ電撃のほか、瓶を溶かすほどの高熱火炎を吐くなど、特殊能力を兼ね備える。
羽アリは新建材を食料とし、食べるのに邪魔な他の建材を破壊するため、建物が次々に倒壊して存在が発覚する。ZATが退治に乗り出すものの殺虫剤を寄せつけなかったうえ、その散布機の噴射口を食べるほどの食欲を発揮したため、1か所に集めて焼き払う作戦に移行した結果、その高熱を吸収して合体・巨大化する。蟻酸・火炎・電撃を用いながら暴れ回り、駆けつけたタロウのストリウム光線すら寄せつけなかったが、最後はウルトラシャワーで油らしき液体をかけられ、ファイヤーダッシュを受けて爆死した。
- デザインは鈴木儀雄が担当した[10]。造形では首を長くし、頭部も丸くなったほか、腹部から脚にかけてトゲや毛のような大量の細長いパーツが垂れ下がるようにアレンジされた[10]。
- 造形物はスーツのほか、爆発用カポック・実物大の触角・羽アリ状態のミニチュアなどが用意された[13]。
- 『ウルトラ怪獣攻げき技大図鑑』では、蟻酸は「アントネラ酸」と名づけられた。

## 海象怪獣 デッパラス
第10話「牙の十字架は怪獣の墓場だ！」に登場。
突如、東京湾から地底を移動して都心に現われた怪獣。セイウチの変異体とされる。ケチャップが大好物で、食べ物を求めてやってくる。特に暴れることもなかったが、偶然破壊した工場のケチャップを食べ続け、怪獣であるがゆえの巨体と異常な食欲を危険視され、処分されることになる。鏡に反応したりとユーモラスな一面もあり、それに着目したZATのミラー作戦によって転落した落とし穴内で粉砕されるが、まもなく再生デッパラスとして復活した。
- デザインは鈴木儀雄が担当した[49][45]。ストレートにモチーフのセイウチを取り込んでいるが、頭頂部の大きなツノや甲羅のような背面の硬質感、二足歩行の手足を持つ陸上タイプとなった[10]。
- 造形物はスーツのほか、ボートが激突するシーンの腹部・実物大の角などが用意された[13]。
- 東光太郎役の篠田三郎は、印象に残っている本作品の怪獣にデッパラスを挙げている[50]。

### 海象怪獣 再生デッパラス
第10話「牙の十字架は怪獣の墓場だ！」に登場。
デッパラスがZATに倒された後、爆散した体が地底で再生、復活した姿。再生前と比較するとゾンビともいうべき醜悪な風貌に変貌しており、ダメージを主に右半身に負ったほか、表皮の一部が酷く爛れ、ヒレが頭部の横に生えており、性格もユーモラスな面は一切失われて狂暴化し、ZATのミラー作戦も通用しない。武器も口からの火炎が増え、牙をミサイルのように飛ばすことができるようになる。牙をタロウに突き刺すなど善戦するが急所を外し、組み付いた際に奪われたもう一方の牙を頭部へ投げ返され、絶命した。亡骸もストリウム光線で爆破され、タロウはその牙で十字架を作り、墓標とした。
- スーツの傷部分には、アリンドウの羽根が用いられた[13]。造形物はスーツのほか、爆発用カポックが用意された[13]。

### その他の作品に登場するデッパラス
- 『ウルトラゾーン』第4話でのミニコーナー「怪獣ことわざ」に、「壁に耳あり、障子にデッパラスあり」と書かれた絵が登場する[51]。
- 『ウルトラマンZ』では、ゲネガーグの襲来によって目を覚ました怪獣たちの1体として、南極近海にて名前が挙げられている。

## 蔦怪獣 バサラ
第11話「血を吸う花は少女の精」に登場。
捨て子塚に生えていた吸血植物「怨み花」が、親に捨てられて死んだ子供たちの埋葬された亡骸の養分を吸収し続けて生育し、その恨みの感情から怪獣化した。本体は普段、地中に隠れている。人間の赤ん坊の泣き声に酷似した鳴き声を発し、捨て子となった子供たちの恨みの化身とも言われている。伸縮可能な全身の蔦（体毛）で人間を捕まえては電気ショックを浴びせて仮死状態にし、食料である生き血を耳から一滴残らず飲み干す。花は千切れていても蔦と繋がることによってバサラの意思どおり動かせるようになるが、繋がっている蔦を切られれば行動不能になる。最大の武器は蔦や、口から出す蔦から放つ電気ショック。ストリウム光線によって倒されるが、絶命寸前には最後の力を振り絞り、捨て子塚の寺を炎上させた。
- デザインは鈴木儀雄が担当した[10]。
- 着ぐるみはアリンドウの改造[13][10]。当初はタガールの着ぐるみをベースとする予定だったが変更された[53][10]。造形物はスーツのほか、炎上用カポックと実物大の蔦が用意された[13]。
- 最後に寺を焼き払うという場面は、特技監督の大平隆が提案したものである[54]。
- 『ウルトラ怪獣攻げき技大図鑑』では電気ショックを「サンダーフラッシュ」と命名された。

## 噴煙怪獣 ボルケラー
第12話「怪獣ひとり旅」に登場。
九州の地中で眠っていたが、温泉開発のためのボーリング調査により、住処を奪われた怪獣。背中にボーリング装置が刺さった影響で覚醒し、怒り狂って地上に出現した。武器は口から噴射する物体に触れると爆発する効果を持つ強烈な爆発性を秘める毒ガス・イエローガス。頭部の角はレーダーになっているほか、肩の角は高熱を発する。ストリウム光線をかわす素早さを持つ。
住処を奪われたことに逆上して暴れ回り、タロウのストリウム光線もかわしてみせるが、ボーリング調査の際に飲み込まれていた技師を救出するために胃袋を口から引きずり出され、それをブルーレーザーで焼き切られて七転八倒する。最後は動かなくなったところをタロウに放り投げられ、宇宙へ追放された。
- デザインは鈴木儀雄が担当した[出典 58]。デザイン画では、胃袋を取り出す描写のため口を大きく作るよう指示が書き込まれていたが[20]、造形ではコンパクトになり、胴体のボリュームを際立たせるバランスにアレンジされた[10]。
- 造形物はスーツのほか、宇宙に追放されたシーンでのミニチュアと実物大の角が用意された[13]。
- DVD『ウルトラマンゼロ&ウルトラヒーロー 超決戦DVD』ではイエローガスの名称をハニアガスと紹介している[57]。

## 虫歯怪獣 シェルター
第13話「怪獣の虫歯が痛い！」に登場。
九州沿岸の海底に棲息していたスッポンの性質を持つ怪獣。目の前に来たものに飛びつく習性がある。武器は高熱火炎と噛み付き。スッポンの怪獣らしく獲物に噛み付くと離れない。また、堅い甲羅はタロウのストリウム光線も通さない。地上を時速60キロメートルで走る。
実際は虫歯ではないが、ZATが海に放った演習用水中ロケットを魚と勘違いして噛み付いたところ歯に挟まったため、「虫歯怪獣」と呼ばれる。普段は海底に住み、大型の魚を捕食していたが、ロケットによる痛みに耐えかね、宮崎市に上陸する。最初は敵意もなく海辺でロケットを取り除こうとするが、光太郎のミスによって健全な歯を麻酔なしで抜かれてしまい、その激痛から逆上して暴れ回る。タロウにロケットを取り除かれた後も暴れ続けたため、ZATが爆薬を詰めた同じ水中ロケットを口の中に受けて爆死した。
- デザインは鈴木儀雄が担当した[10]。デザイン画では四つ足怪獣としてデザインされていた[10]。
- 造形物はスーツのほか、アップ用の頭部と爆発用カポックが用意された[13]。
- ボルケラー同様、これ以降本作品では「悪さをしない怪獣は殺さない」というスタンスが強化され、劇中でも繰り返し言及されるようになった。
- ヤングチャンピオンで連載された『ウルトラ怪獣擬人化計画』のPOP版・ウルトラ怪獣擬人化計画feat.POPでは、ヤプール人の経営する歯科医院の常連患者として名前のみ登場している（シェルター本人は登場していない）。

## えんま怪獣 エンマーゴ
第14話「タロウの首がすっ飛んだ！」に登場。
江戸時代に辺り一帯の山を滅ぼしたため、地蔵によって法力で封印されていた怪獣。しかし、横暴な地主による造成工事で山への発破によって封印主である地蔵が取り払われたため、封印が解けて現代に蘇る。その名の通り、閻魔大王のような外見を持つ。最大の武器は口からの黒煙で、草木を枯らし、動物を死滅する能力がある。また、右手の宝剣で物を斬り、盾はストリウム光線を防ぐほどの強度を持つ。
ウルトラマンタロウとの戦いでは、一度はタロウの首を宝剣で切り落とすが、地蔵の力で動きを封じられたうえ、地蔵の力で蘇ったタロウのウルトラ念力で首を飛ばされる。最後はストリウム光線で体を爆破されたうえ、頭部も体の破壊と同時に炎上する。
- デザインは鈴木儀雄が担当した[10]。デザイン画での名称は「閻魔GO」で、盾の形が異なっていた[60]。造形では手足が短く、髭が首回りを背面まで覆う襟巻き状のパーツに変更された[10]。
- 造形物はスーツのほか、爆発用カポックと目のみが用意された[13]。

### その他の作品に登場するエンマーゴ
- 映画『ウルトラマン物語』では、宇宙の帝王ジュダがタロウを地球へ誘い出すための陽動として送り込む。人語を話す。映像は『ウルトラマンタロウ』の流用。
- 『ウルトラマンオーブ』では、ジャグラスジャグラーが持つ怪獣カードの1枚として登場。ナックル星人ナグスへのカード占いに使用され、「突然の死」を暗示する。

## 狐火怪獣 ミエゴン
第15話「青い狐火の少女」に登場。
那須岳に伝わる伝説の九尾の狐が怪獣化した姿。普段は頭部の5本の角から出す透明光線（透明化光線・透明シャワー）を自身に浴びせ、透明化している。しかし、ZATのスプレー作戦によって赤いスプレーを吹きつけられたため、赤みがかった姿を現す。武器は口から放射する高熱火炎（火炎弾）。また、ボクサーのような身軽いフットワークも見せる。家畜を食料としているため、その口はひどい悪臭を発している。
ウルトラマンタロウとの戦いではどの攻撃も通じず、火炎を防ぐタロウバリヤーを破ろうと詰め寄るが、いきなりタロウバリヤーを外される。最後はつまずきそうになったところに後頭部へスワローキックを受けて倒れ、自身に炎が燃え移って爆死する。
- デザインは鈴木儀雄が担当した[出典 67]。9本の尾ではなく、9つに1本の尾が枝分かれしているアレンジとなっている[10]。デザイン画にあった身体の前面に突き出した頭頂部から脚部まで並ぶ鋭利なパーツも、造形では全体的に角の取れたアレンジとなった[10]。
- スーツの尾は操演で動かしている[13]。造形物はスーツのほか、タロウに吹き飛ばされるシーンと爆発シーンでのミニチュアが用意された[13]。
- 映画『新世紀ウルトラマン伝説』にも登場。映像は本作品からの流用。

## 笛吹き怪獣 オカリヤン
第16話「怪獣の笛がなる」に登場。
亜理人少年が吹くオカリナの音に引き寄せられて丘理山の地底から出現した怪獣。ユニークな外見に反して性質は非常に凶暴。爆発する性質を持つコブ爆弾と、前歯を武器とする。テレポーテーションも可能。ウルトラマンタロウに空へ投げられたところへハンドビームを浴びせられ、倒される。
少年の持つオカリナは、彼の祖父が丘理山で発見した石で作ったものだが、その石はオカリヤンの抜けた歯で、耳の触角を地底から伸ばしていたオカリヤンはオカリナの音色を仲間の声と誤解している。
- デザインは鈴木儀雄が担当した[出典 70]。デザイン画には造形についての書き込みがなく、鈴木はよほど時間がなかっただろうと述懐している[20]。造形では手首の蛇腹やトゲの付け根にある丸いパーツがオミットされた[10]。
- 胴体は『ファイヤーマン』のドリゴラス、尻尾は『ジャンボーグA』のキングジャイグラス[注釈 15]のものを流用したもの[61][13]。造形物はスーツのほか、アップ用の頭部・爆発用カポック・実物大の歯などが用意された[13]。

## 食葉怪獣 ケムジラ
第17話「2大怪獣タロウに迫る！」、第18話「ゾフィが死んだ！ タロウも死んだ！」に登場。
大熊山の異常噴火によって眠りより目覚めた太古に絶滅した昆虫怪獣で、名前が示すとおり毛虫に似ている。口から人間を失明させる毒を含む強酸性の糸を放出し、危機を感じると尻尾からイエローガスを噴射して身を隠しながら逃走する。
最初は数センチメートル程度の大きさから、近隣の農家の畑のスイカを食い荒らして成長していく。その後、地震研究所所員を襲った数匹が所員と共にバードンの餌食となるが、逃れて生き延びた1匹がZATガンで撃たれた時にそのエネルギーを吸収し、巨大化する。スイカ臭の糸やイエローガスでタロウを窮地に追い込み、タロウも戦場に迷い込んだタケシ少年を気遣って自由に戦えずカラータイマーを点滅させる。まもなく、襲来したバードンにタロウとの戦闘を中断され、タロウとバードンの戦闘をよそに逃走を図ったところをバードンに見つかり、噴射したイエローガスも翼で吹き飛ばされて通用せず、タロウの絶命後は嘴で何度も刺されたうえ、身体を食いちぎられて絶命する。
- スーツアクター：山村哲夫[42]
- デザインは鈴木儀雄が担当した[10]。
- 着ぐるみは『ミラーマン』のキーラゴンの改造[12][10]とされるが、書籍『オール・ザットウルトラマンタロウ』では同時期に二子玉川園でのアトラクションショーにキーラゴンが登場していることから、断定を避けている[13]。頭部は新規造形[12]。小型時の造形物はミニチュアとギニョールの2種類が用意された[13]。
- 『ウルトラゾーン』第16話のミニコーナー「怪獣ことわざ」では、「にかいからケムジラ」ということわざが紹介されている[63]。
- 『ウルトラマンX』第2話の脚本初稿で登場が予定されていたが、新規にスーツを制作できないため、登場は見送られた[64]。

## 火山怪鳥 バードン
第17話「2大怪獣タロウに迫る！」から第19話「ウルトラの母 愛の奇跡！」までに登場。
獰猛な鳥型の怪獣。あらゆる肉を好み、古代に一旦は死滅させたケムジラのほか現代の人間や家畜も捕食しようと、飛行機や食肉倉庫を襲って日本中を恐怖に陥れる。口から吐く4万度の火炎と、ウルトラ戦士にさえ致命傷を与えうる猛毒が含まれた鋭利な嘴を、主な武器とする。
大熊山の火口にて長い眠りに就いていたところ、火山活動の影響で復活して同じく復活したケムジラを貪っていく。その残存個体が巨大化してウルトラマンタロウと交戦した際には、割って入ってタロウを嘴で滅多刺しにし、エネルギー切れによる絶命に追い込む。逃走を図ったケムジラにはイエローガスを吹きかけられるが、ものともせず捕食して飛び去る。さらには、病院への襲撃を阻止しようとするZATのトリモチ作戦をしのぎ、駆けつけたゾフィーをも返り討ちにして殺害する。その後、さらなる被害拡大を懸念したZATによって全国から食肉や家畜を隠されたため、マンモス団地を襲撃して住民たちを次々と捕食していくが、ウルトラの母によって復活したタロウに阻まれたうえ、退散した先の大熊山では火口にあった同族の卵をZATに破壊され、タロウと3度目の激戦を繰り広げる。最後は、空中でタロウを追跡中にキングブレスレットの分身能力で撹乱されて大熊山の火口へ墜落し、その噴火によって爆死する。
- デザインは鈴木儀雄が担当した[出典 79]。鈴木は、デザイン時に何度も書き直して苦労したと述べている[20]。
- 造形物はスーツのほか、無可動のものと羽ばたくギミックがあるものの2種類の飛び人形と実物大の嘴が用意された[72]。
- 第17話から第19話までの脚本を担当した田口成光は、3話連続の話となったのは視聴率の下がる夏枯れ対策として予算を節約する意図があったことを述べている[73]。
- オープニングでの表記は、第17話で火山怪鳥バートン、第18話・第19話で火山怪獣バートンとなっている[52]。
- 当時の学年誌[要文献特定詳細情報]の裏設定では、メフィラス星人たちが属していた怪獣軍団の総大将とされており、飛行技術はテロチルスから、火炎放射の方法はアーストロンから受け継ぎ、ウルトラマンのカラータイマーを嘴で突き刺す特訓は1万回も繰り返したとされている[74][75]。
- 本放送当時に『小学二年生』で内山まもるが執筆していた漫画版『ウルトラマンタロウ』の「涙のストリウム光線」（てんとう虫コミックス『ザ・ウルトラマン』第2巻に収録[76]）では、タロウにウルトラの国での治療が必要な重傷を負わせた後、彼に代わって相手となったゾフィーにもカラータイマーの破壊という重傷を負わせるが、治療を終えて戻ってきたタロウの目の前でゾフィーに羽交い絞めにされ、彼の「私ごと撃て!!」との決死の叫びを受けたタロウが涙ながらに放ったストリウム光線で倒される。なお、ゾフィーの遺体はまもなく飛来したウルトラの母にねぎらいの言葉をかけられ、彼女と銀十字軍団によってウルトラの星へ運ばれている。
- 『ウルトラ怪獣攻げき技大図鑑』では、嘴による攻撃はシャークノーズと名付けられ、攻撃パワーは最高の999モンスと紹介された。この名称は『大怪獣バトル ULTRA MONSTERS NEO』でも使用されている。
- 『大怪獣バトル ULTRA MONSTERS NEO』では、口からの火炎はボルヤニックファイアと表記されている[77]。
- 『ウルトラマンメビウス』で造型を担当した品田冬樹は、バードンのデザインを「鳥の嫌なところを結集させたもの」と分析している[78]。
- 後年のメディアでは、「最も子供たちにトラウマを植えつけた最恐鳥怪獣」[79]や「正義のヒーローのウルトラ兄弟の見たくなかった衝撃シーン」[80]などと称し、バードンの存在や残虐描写が視聴者におよぼしたトラウマの1つとして挙げられている。

## 鳥怪獣 フライングライドロン
第20話「びっくり！ 怪獣が降ってきた」に登場。
親子で星々を放浪する旅を続ける渡り鳥の怪獣。武器は口から吐くロケット弾。
親子とも本来はとてもおとなしいが、子供が地球の打ち上げ花火を珍しい花だと思って急接近した結果、花火の爆発による負傷を経て地球の強すぎる引力によって落下し、宇宙へ飛び立てなくなる。親は子供を捜すため、雷の音に似た声で呼びかけ、稲妻のような光で照らし、子供が地球の大気で乾かないように地上に雨を降らせ続ける。子供は落下の衝撃で翼を傷めたことによる苦痛と恐怖心のために強風を巻き起こして暴れ、最初は偵察していたZATも子供の近くにダムがあり破壊されれば村が危険なために止むを得ず攻撃を開始するが、タロウのリライブ光線で治癒されて宇宙へ帰された。
- デザインは鈴木儀雄が担当した[83][10]。デザイン画では、親子の形状の差異や飛び人形のデザインも書き込まれていた[20][10]。子供の目も左右でギミックが異なる指示があったが、実際には親の右目の瞬きのみとなった[10]。
- スーツは子のみで、親はアップ用の頭部と飛び人形のみが用いられた[13][10]。子の造形物はスーツのほか、飛び人形と実物大の胸部が用意された[13]。

## 蝉怪獣 キングゼミラ
第21話「東京ニュータウン沈没」に登場。
武蔵野にあるマンモス団地「東京ニュータウン」の地下から出現したセミの怪獣。幼虫時代は大地震を起こし、羽化して成虫になってからは凄まじい鳴き声でニュータウンの住人を悩ませる。飛び去る際に放尿するため、町の住民が被害を蒙った。ZATは「セミの寿命は一週間」と無理に殺そうとはせずネット作戦で捕獲するが、その鳴き声に怒ったニュータウンの住人がネットを燃やしたためにキングゼミラは逃走。今度は東京タワーに留まり、電波障害をもたらす。悪意はないのだが、その存在自体が迷惑となったため、人間から敵視されて攻撃を受け、遂には怒り狂い口から火炎を放射して暴れるが、タロウによって炎の発生器官を取られ、宇宙に送られた。その後は宇宙ゼミとなり、その後も夏になると宇宙の片隅で鳴いているらしい。
- デザインは鈴木儀雄が担当した[83][10]。別途でサナギから羽化するシークエンス用のプロップのデザインが起こされている[10]。
- 造形物はスーツのほか、飛び人形と羽化シーンのミニチュアが用意された[13][10]。

## カンガルー怪獣 パンドラ
第22話「子連れ怪獣の怒り！」に登場。
浅間山の人間が立ち入らない奥地を巣としていた、草食性の大人しい怪獣。腹部に袋を持ち、カンガルーのように子供を育てている。人語を理解し、薬草を調合するなど高い知性を持つ。崖から落ちた女性・優子を保護して看病するが、怪獣に優子を殺されたと邪推した優子の夫でハンターの藤波に急所である尻尾を撃たれ、さらに子供のチンペも殺されたことで凶暴化。口から火炎を吐き、藤波が引き連れていたハンター仲間の2人を殺害して人間への復讐を始めるが、タロウとの交戦で命を失いかけたところをリライブ光線で傷を治されて復活、同じくリライブ光線で復活したチンペと共に地底の怪獣の世界に帰っていった。
- デザインは鈴木儀雄が担当した[10]。書籍によっては、耳はウサギ、顔はコアラがモチーフと推測されている[10]。造形では足は指が短くなっている[10]。
- 造形物はスーツのほか、アップ用の頭部と実物大の尾が用意された[13]。

### カンガルー怪獣 チンペ
第22話「子連れ怪獣の怒り！」に登場。
パンドラの子供で、普段はパンドラの腹部の袋の中に入っている。やんちゃでいたずら好きだが人懐っこく、善良な性質。怪獣に妻を殺されたと邪推した青年・藤波が仕掛けた罠にかかり射殺されるが、タロウのリライブ光線で復活し、パンドラと共に地底の怪獣の世界に帰っていく。その後、ZATによって地底への出入り口は封鎖され、パンドラとチンペが人間の世界に現れることはなくなった。
- スーツアクター：大瀬松一[42]
- デザインは鈴木儀雄が担当した[10]。
- 造形物はスーツのほか、パンドラのスーツの腹部で用いられるギニョールが用意された[13]。

### その他の作品に登場するチンペ
- 『ウルトラマンレオ』第9話で、怪獣軍団ショーの着ぐるみとして登場している[40][86]。
- 『ウルトラゾーン』第22話のアイキャッチでは、パンドラと共に子供たちに混ざってバスに乗っている姿が描かれている[87]。第15話のミニコーナー「怪獣ことわざ」では、「ころばぬ先のチンペ」ということわざが紹介されている[63]。

## 蜃気楼怪獣 ロードラ
第23話「やさしい怪獣お父さん！」に登場。
箱根の山岳付近のハイウェイの地底で竜巻状の蜃気楼（硫酸竜巻）を起こし、通過する自動車を巻き込んで溶かし続ける怪獣。ハイウェイ地下から登場する。武器は如雨露のような長い鼻から放射する特殊な溶解液。これは金属を溶かすが、人間には害を及ばさない。鼻の穴はシャッターのように開閉することができる。ZATのハリネズミ作戦や、レーザー攻撃を物ともせずに暴れ回り、ウルフ777やZATガンなどの兵器をすべて溶かし、ZATを丸腰状態にしてしまう。
ウルトラマンタロウとの戦いでは、タロウを鋭い爪を使った攻撃に苦戦させ、フット光線で両手足と首を切断されても、両手と頭で組み付き電流を浴びせ、直後に胴体と合体し再生する。しかし、溶解液はタロウの動きを短時間止めるだけで通用せず、スワローキックで鼻を切断され倒れる。ストリウム光線を両腕から放つ電撃光線で相殺するも、最期はタロウスパウト（ウルトラスパウト）で粉々にされ無数のミニカーとなった。
- デザインは鈴木儀雄が担当した[49][45]。デザイン画は紛失しており、資料などに掲載されたことはないとされる[20]。鈴木は当時のことは覚えていないが、乳房が多く付いていたことから自分のデザインであるという[45]。
- 造形物はスーツのほか、爆発用カポックと実物大の鼻などが用意された[13]。
- 映画『大怪獣バトル ウルトラ銀河伝説 THE MOVIE』では、ベリュドラの胴体を構成する怪獣の1体となっている[27]。

## 宇宙大怪獣 ムルロア
第24話「これがウルトラの国だ！」、第25話「燃えろ！ ウルトラ6兄弟」に登場。
ヨーロッパ某国が開発した人類終末兵器・トロン爆弾の実験によって破壊された、ムルロア星の生物が突然変異。復讐のために突如飛来し、旅客機をスペースモスとともに襲撃したのを皮切りに暴れ始める。地球上ではほぼ視力がない。光源を嫌い、光を放つものを次々と破壊。挙句の果てには体の側面にある突起から出す黒煙で地球を闇に包み込んだ。武器は口から勢いよく放射する溶解液で、人間どころか、鉄塔やコンクリートも一瞬で溶かす。一度はタロウを敗退させるが、黒煙がウルトラベルによって取り払われたことで苦手である太陽が出現し、苦しんでいるところに復活したタロウの猛攻撃を受け行動不能になる。最期は空中高く放り投げられ、ZAT決死の作戦で前もって体に仕掛けられていた新型兵器のAZ1974爆弾が爆発し、粉々に砕け散った。
- 名前の由来は、ムルロア環礁[92]。
- デザインは鈴木儀雄が担当した[出典 99]。デザインモチーフは蛾[20][10]。鈴木はバードンと同様に執筆に苦労したが、造型に手間と予算がかかったため経理担当から苦情が来たという[出典 100]。
- 造形物はスーツのほか、爆発用カポックと実物大の頭頂部などが用意された[13]。
- 映画『ウルトラマンZOFFY ウルトラの戦士VS大怪獣軍団』には、タロウとウルトラ兄弟の戦いぶりを紹介する中で登場。タロウを負傷させるが、ウルトラの星に帰還したタロウが持ってきたウルトラベルの力で形勢逆転。タロウに投げ飛ばされた後、空中で爆発四散した。映像はすべて『タロウ』第24・25話からの流用。

## 宇宙蛾 スペースモス
第24話「これがウルトラの国だ！」、第25話「燃えろ！ ウルトラ6兄弟」に登場。
ムルロアとともにムルロア星から飛来した無数の蛾。主に、地球上では目の効かないムルロアの手先として活動する。光の苦手なムルロアのために自身の体で発光物体を遮る、もしくは破壊したり、相手の視界を奪うことを得意とする。個の弱さを補うためかなりの数がおり、いつも集団で活動する。最後はムルロアの黒煙による暗闇が晴れたことに驚いて、どこかへ飛び去った。

## 宇宙犬 ラビドッグ
第24話「これがウルトラの国だ！」に登場。書籍によってはウルトララビドッグ、ラビドックと表記しているものもある。
タロウが少年時代から飼っていたペットの地球の犬に似た性質の宇宙生物で、光の国に帰ったタロウを出迎える。年齢は2千歳。おとなしい性格で忠誠心が強く、飛行能力と地球から月の匂いも嗅げるほどの嗅覚を持つ。デジタルウルトラプロジェクト版DVD第6巻の解説映像では、タロウがナックル星人の魔手から救ったムンク星の大統領から謝礼として贈られたという。
- 造形物は化学繊維で造られた[96]。撮影に使用された人形は、後に『小学三年生』1973年12月号の誌上プレゼントにおいて、同じく撮影に使用された光の国の建物のセットとともに懸賞の対象となった。
- 内山まもるの漫画版では、光の国を襲ったテンペラー星人の罠からタロウを助けるために命を落とし、ウルトラの父から「ウルトラ7番目の兄弟」の称号を与えられた。

## エンペラ星人
第25話「燃えろ! ウルトラ6兄弟」に登場。
名前と黒い人型のシルエットのみ登場。かつて怪獣軍団を率いてウルトラの星の侵略を企んだ異星人で、若き日のウルトラの父によって撃退された。
当時の児童誌での「怪獣軍団」の黒幕でもあり、第33・34話に登場するテンペラー星人はこの宇宙人の忠実な下僕とされている。
- この歴史をゾフィーが解説する際に紙芝居風に展開される絵は、『ザ・ウルトラマン』など「ウルトラシリーズ」の漫画化作品を多数手掛けた内山まもるの作である。この時に描かれた黒い人型シルエットのエンペラ星人が、後の『ウルトラマンメビウス』に登場するエンペラ星人のデザインベースになっている。
- この戦いで負傷したウルトラの父を看護したのがウルトラの母であり、これが2人の馴れ初めであったと語られている。また、『大怪獣バトル ウルトラ銀河伝説 THE MOVIE』ではこの時には闇に堕ちる前のウルトラマンベリアルとも遭遇しており、その膨大な悪の力に惹かれさせたことで彼を闇の道に誘う原因の一つにもなっていることが語られている。
- この時のウルトラの父とエンペラ星人の対決の模様は、後述の『メビウス』や『ウルトラギャラクシーファイト 大いなる陰謀』で新たに撮影された実写映像で描かれている。
- 大戦争で引き連れていた怪獣軍団はそれまでのウルトラシリーズに登場した怪獣で構成されており、この画は2007年以降の児童誌の特写による合成[注釈 22]や、『ウルトラマン列伝』第21話[注釈 23]で実写でも再現されている。
- 書籍『全怪獣怪人』では、ヤプール人に協力し、ベムスター（改造）を蘇らせたとしている[99]。

## 百足怪獣 ムカデンダー
第26話「僕にも怪獣は退治できる！」に登場。
紙芝居屋の笠井仙吉（演：江戸家猫八）が、地元の八幡神社の祭りの日に神社に昔から伝わる大百足の化け物の伝説を語っている最中、地中から出現した。首と胴体の分離・合体、10万度の火炎を吹く、強力な粘性の毒糸を吐くなどの能力を持つ。分離した頭部はマッハ8で飛行する。単独で退治に向かった仙吉を糸で絡め取り、火炎を吹きつけて重傷を負わせたうえ、ZATの首吊り作戦を自らの首と胴体を切り離すことによって回避する。街に侵攻したところでウルトラマンタロウと戦い、スワローキックによって首を切断されるが、首と胴体の各自が独立しての分離撹乱攻撃でタロウを苦しめる。しかし、唯一の弱点である頭の触角を破壊されたうえに首を遠方に投げ飛ばされ、胴体が感覚を失ってうろたえているところを、首はストリウム光線を撃ち込まれ、胴体はアトミックパンチを叩き込まれて倒された。
- デザインは鈴木儀雄が担当した[出典 110]。鈴木は前話・前々話に登場するムルロアで造形に時間と費用がかかってしまい経理から叱責を受けていたが、続くムカデンダーでも操演必至のデザインとしており、「つい同じことをやってしまう」と述懐している[20]。
- スーツの首は操演で動かしている[105]。着ぐるみの首は現場処理で外されたとされる[106]。造形物はスーツのほか、爆発用カポックと実物大の右手の先端が用いられた[105]。スーツのその後は定かでないが、『オール・ザットウルトラマンタロウ』ではモチロンのスーツとの類似性を指摘している[107]。
- 怪獣図鑑に記載された設定では、ムカデンダーが吐く火の射程距離は最長で300メートルであることが「弱点」となっているが[101]、柳田理科雄は『空想科学読本』の中で「弱点なのか自慢なのかわからない」「（普通の人間が）身長5倍強の距離の火炎を吐けたら威張る」と指摘している[108]。
- 2020年には、高知県立文学館にて開催された企画展「ウルトラとくさつワールド 空想特撮大作戦〜ウルトラマンと夢見る未来〜」にて、円谷プロによって今回のために再現された高知城や文学館のもとでタロウと対峙する姿が展示された[109][110]。

## 悪質宇宙人 メフィラス星人
第27話「出た! メフィラス星人だ！」に登場。資料ではメフィラス星人二代目と表記している。
かつてウルトラマンと引き分けたメフィラス星人の同族であるが、卑怯でずる賢い性質で乱暴な口調など、その言動は初代と異なる。体形も初代と異なり、肥満気味で目のふちが赤く、体色は灰色。腰回りが銀色、腹部のモールドなどが金色に塗られている。怪草マンダリン草の神経毒で世界中の子どもを麻痺させて虚弱体質にすることにより、地球を乗っ取ろうと画策する。その手始めとして、目を模した飾りの付いた自走可能な自動販売機に忍び込んでマンダリン草を仕込み、近づいた子どもを次々と麻痺させるなど、初代とはまったく異なる方針で地球征服を進める。ZATにこれを見破られて巨大化し、東光太郎にその作戦を卑怯だと言われると、「卑怯もラッキョウもあるものか」と開き直って街を破壊した。
目から放つ青い破壊光線（爆発光線）が武器。ZATのアミアミ作戦で捕らえられかけるもすぐに脱出し、スカイホエールを撃墜する。多少の負傷はマンダリン草からの放射能を用いて即座に治癒するなどZATを窮地に陥れるが、ウルトラマンタロウのアトミックパンチで腹を貫かれたうえ、ストリウム光線で泡のように溶けて消えた。
- 声：西川幾雄（ノンクレジット）[119][105]
- デザインを担当した人物は不詳だが、デザインが改めて起こされている[116]。
- 着ぐるみはアトラクション用の改造[120][116]。デザイン画は初代のスチール写真を基に描かれたが、目の周辺は赤い縁取りがなされていた[121][116]。
- シナリオ準備稿ではストーリーはドラマ本編とほぼ同じであるが、登場するのはマシュラとなる予定だった。制作当時（1973年10月）は過去のウルトラシリーズに登場した怪獣・宇宙人の再登場企画があったため、実際の放送ではメフィラス星人に置き換えられている[122]。
  - 内山まもるの漫画版では『小学二年生』1973年12月号掲載の「神の子になった少年」（小学館『ザ・ウルトラマン』第2巻に収録[123]）に登場するが、物語の内容はドラマと異なる漫画独自のものであり、二代目の性格や外見・口調も初代に近いものとなっている。
- 『ウルトラマン』に登場したメフィラス星人の弟という設定が、当時の児童雑誌に掲載された[要文献特定詳細情報]。現在ではDVDの解説や『ウルトラマンメビウス』の関連書籍などにもこの設定が活かされている。また、同様に児童雑誌の設定によれば、このころに登場した再生怪獣たちは1つの軍団として位置づけられており、当時のメフィラス星人は軍団の幹部（地位は将軍）とされている。初代はバードン亡き後の軍団の総大将で多忙なため、弟である二代目が代わりに地球へ向かったことが語られている。初代と容貌が異なるのも、デスクワーク中心の軍務がたたって太ったから、という理由がつけられている。雑誌の記事では、意気揚々とタロウの抹殺に出撃するも敗北する様子が描かれており、それを見た怪獣軍団からは「まるでダメな奴だ」と言われた。
  - 居村眞二の漫画版では、この「初代と2代目が兄弟」という設定のもと、メフィラス星における兄と弟の確執が描かれている（ミリオン出版『決戦!ウルトラ兄弟』に収録）。
- 『ウルトラ怪獣大百科』では、初代のやり方を手ぬるく思った上層部が送り込んだように解説された。
- 映画『ウルトラマン物語』では初代と同一人物との設定であり、ウルトラマンと戦って引き分けた後、ウルトラセブンに倒されたエレキングを改造して地球に連れてきたが、タロウに倒された（いずれも映像は過去のテレビシリーズの流用）。
- 『ウルトラマンタイガ』第18話では、メフィラス星人自体は登場しないもののメフィラス星の存在は登場人物の会話から示唆されており、マンダリン草から製造された「マンダリンジュース」や、ミニチュアとしてその自動販売機が登場する[124]。

## 怪草 マンダリン草
第27話「出た！ メフィラス星人だ！」に登場。
地質時代の古代植物の生き残り。マンモスによって食い尽くされ、絶滅したと思われたがメフィラス星人の手によって復活。酒屋「安田商店」のジュースの新型自動販売機の中に入れられ、買いに来た子供の腕や足をその触手の猛毒のトゲで刺し、小児麻痺に似た下半身が不随になるマンダリン病を感染させる。ZATガンのビームを受けて巨大化する。また、メフィラス星人はZATの攻撃で受けた傷にマンダリン草の赤い実を用いて瞬時に治癒させている。胴体の部分にマンダリン病の特効薬があるため、マンダリン病の完治を阻止せんとするメフィラス星人に守られていたが、メフィラス星人の絶命とともに子供たちの治療に使われる。
- デザインは鈴木儀雄が担当したという書籍もあるが[126][19]、実際には決定稿および検討稿は特撮監督の島崎堯司が担当した[19][10]。
- 造形物は大小2種類のミニチュアと実物大の触手が用意された[13]。
- 『ウルトラマンタイガ』第18話では、マンダリンを原料としたマンダリンジュースが登場した[127][128]。プロップはLEDを瓶やグラスに仕込んでおり、液体自体が光っているように描写している[128]。

## 月光怪獣 再生エレキング
第28話「怪獣エレキング満月に吼える！」に登場。改造エレキングや再生エレキングと呼ばれる。
ウルトラセブンに倒されたエレキングが、月光の力によって月光怪獣として復活したものである。身体は実体ではなく木曽山中に残されていた月光を浴びた角の残骸が本体であるため、満月の出ていない時間帯には活動できない。体色の地色が黄ばんだ白というよりレモン色に近いカラーリングになっているほか、尾の長さが初代に比べて短くなり、身長・体重も初代と比較して小型・軽量となっており、角も回転しなくなっている。また、尾からの電気ショックではなく口や尾の先端からの火炎放射や爆発力の高い光弾など、攻撃方法も変化している。満月を見て踊り出したり、少年たちの挑発に側転を披露して得意気になるなど、コミカルな一面も見せる。戦闘ではウルトラマンタロウを火炎で苦しめるが、最後はウルトラチェーンで角を引き抜かれて大量の泡を噴きながら倒れ、爆発する。タロウはエレキングが二度と復活しないよう、その角を月に納める。
- スーツアクター：河合徹
- 別途で角の図面が描かれている[133]。
- 着ぐるみはアトラクション用のものとされる[134][105]。造形物はスーツのほか、爆発用カポック・アップ用と実物大の角などが用意された[105][133]。
- 児童雑誌ではこの時期の再生（改造）怪獣は「怪獣軍団」という組織に所属しているとされ、このエレキングは軍団が建造期間の長さから投入を断念したキングジョーの代替として送り込んだという設定がある。再生には、次回以降登場する巨大ヤプール（改造）や、怪獣を蘇生させる能力を持つジェロニモンも関わったともされている[135]。敗戦後の怪獣軍団は、「キングジョーを選べば良かった」とコメントしている。
- 当初は、新怪獣「巨大牙怪獣ゴキバ」と複数の再生（改造）怪獣が登場する予定だった[136]。『タロウ』本編での「怪獣の角で入れ歯を作る」という展開は、この初期案の名残である[136]。
- 『ウルトラ怪獣攻げき技大図鑑』では火炎攻撃は月光火砲と命名され、「電気を加えて威力を上げている」という説明もある、設定によれば10万度の威力がある。DVD『ウルトラマンゼロ&ウルトラヒーロー 超決戦DVD』でもこの名称が用いられている[57]。
- 映画『ウルトラマン物語』ではメフィラス星人によって改造されて復活し、地球に送り込まれたことになっている（映像は『タロウ』の流用）。
- 『ウルトラマンメビウス』第9話ではGUYSの保管する「ドキュメントZAT」に記録されており、「ドキュメントUG」のエレキングとは別個体であることをクゼ・テッペイが語る。

## 異次元超人 巨大ヤプール（改造）
第29話「ベムスター復活！ タロウ絶体絶命！」、第30話「逆襲！ 怪獣軍団」に登場。
Aに倒された巨大ヤプールの細胞が人間に対する怨念の力から再結集し、復活した姿。ベムスター（改造）、サボテンダー（改造）、ベロクロン二世（改造）を従え、「ヤプール宇宙船」とも呼ばれる赤い宇宙船に乗って現われた。全人類を不幸にすることのみに執着する粘着質な性質。左手には杖を持っており、これによって赤・青・黄の球に乗せて部下の怪獣や超獣を送り込む。まず3匹中、最強であるベムスター（改造）を尖兵として地球に送り込み、ベムスター（改造）がZATとウルトラマンタロウに勝利したことに満足すると、ベムスター（改造）を撤収する。その後、再びベムスター（改造）を召喚するが、タロウに依存する子供たちの心を正そうとする青年の海野八郎やZATの活躍で危機に追い込まれ、海野を殺害するべくサボテンダー（改造）を召喚する。だが、再登場したタロウの活躍に遭ってベロクロン二世（改造）を投入するものの、ZATの攻撃で分断されて援護にはならず、最終的に怪獣軍団は全滅する。最後は、宇宙船で逃亡を図ったところをタロウにストリウム光線で爆砕される。
以上のように全編を通じて宇宙船からの指示・命令に徹しており、自ら戦う場面はない。
- 声：高田裕史[119]
- 頭部の角の形状や着ぐるみの色が異なるが、原典との明確な差別化を図るため、武器である杖が追加され、図面も起こされた[133]。
- 着ぐるみは『A』に使用されたものと同一だが、その後もアトラクションに使用されていたため、材質が劣化して形状が著しく崩れている[142][143]。頭部は新規に造形された[143]。
- オープニングテロップでは「異次元人 ヤプール」と表記。関連書籍では、名称を改造巨大ヤプール[出典 124]や巨大ヤプール（改造）[出典 125]と記載している。『ウルトラマン白書』では、名称を改造ヤプールとも記載している[147]。
- 当時の児童誌[要文献特定詳細情報]の裏設定では、ヤプールは「怪獣軍団」の幹部の1人であり、同時期に登場した他の復活怪獣（メフィラス星人〈二代目〉やエレキング）とともにタロウの抹殺に出撃したことが語られている。また、顔が以前より崩れていることについては、Aとの戦いでやられた顔を整形手術で直そうとしたが、失敗して醜い顔になったという理由がつけられている。以前と色や形状が違う頭頂部については、「金属を埋め込んだが、Aとの戦いで悪くなった頭は直らなかった」と説明されている（同じく記事中には、改造前を指して「前は頭もよくはたらいていた」との一文がある）。これらの設定は『ウルトラマン OFFICIAL DATA FILE』No.78でも解説されている[要ページ番号]。雑誌の記事では自信満々で出撃するヤプールの様子が描かれていたが、のちに敗北を見た怪獣軍団は「超獣などという古くさい物を使うのが間違っていた」と反省していた。
- 同じく裏設定や書籍[要文献特定詳細情報]では、ヤプールを改造してベムスター（改造）を与えたのはエンペラ星人ともされている[145]。のちの『ウルトラマンメビウス』でも、エンペラ星人がヤプールの復活に関与しているような描写が見られ、ヤプールもエンペラ星人の配下となっているほか、『ウルトラマン列伝』第21話でウルトラマンゼロが解説する、エンペラ星人が光の国を襲撃したウルトラ大戦争時に引き連れていた怪獣軍団の中には、新たに巨大ヤプールの姿が追加されている。

## 宇宙怪獣 ベムスター（改造）
第29話「ベムスター復活！ タロウ絶体絶命！」、第30話「逆襲！ 怪獣軍団」に登場。
かつてウルトラマンジャックに倒されたベムスターが、巨大ヤプール（改造）によって強化・改造されて復活した。武器は両目から発射する破壊光線や腹の口から出す五角形の破壊光線（殺人光線）、腹部の口から噴射するガス（毒ガス）など多数。頭の角は初代よりも長く鋭い。初代と異なり光線は発射できないが、角を使った突進攻撃などを得意とする。体重は初代と同じであるが、身体能力や全身の皮膚は格段にパワーアップされており、ZATによるウルトラブレスレットと同威力のノコギリ攻撃も通用せず、逆にノコギリが破壊された。眼は初代と異なり白目の部分が赤く、瞳は黄色。また、腹部の口も初代と異なり、常に開いた状態である。
黄色い球に乗って出現し、月の軌道を周回していたZATステーションNo.1を腹部の口で飲み込んだ後、地球へ飛来する。圧倒的な力でタロウを撃退した後、改造巨大ヤプールの命令で一時撤退する。再び出現しての食事中、青年の海野八郎からナイフで左目を攻撃され、戦意を喪失して悶え苦しんでいたところ、援護に来たサボテンダー（改造）に突き飛ばされる。その直後、タロウのスワローキックを受けて吹き飛んできたサボテンダー（改造）に再び突き飛ばされたところを、海野から右目を攻撃されて完全に戦闘不能となり、最後はZATが腹部の口を逆利用して打ち込んだ2種の「エネルギーA・B爆弾」の反応爆発で倒される。
そのほか、第25話ではエンペラ星人が3万年前に光の国を襲撃した際に引き連れていた怪獣軍団のイラストの中に描かれている。
- 劇中では単に「ベムスター」と呼ばれる。関連書籍では、名称を改造ベムスター[出典 130]やベムスター（改造）[出典 131]と記載している。
- 肩書きが「宇宙大怪獣」から「宇宙怪獣」になっているが、資料によっては「宇宙大怪獣」と記載されている[出典 132]。
- スーツはアトラクション用のもの[134]。前述の特徴に加え、初代よりも細長い体型になっている[134]。スーツのほかにギニョールと実物大の頭部の一部（目の部分と口内）[155]、飛行用人形、吸引シーン用の腹のパーツが造られた[156]。
- 本放送当時の児童雑誌に掲載された設定によれば怪獣軍団に所属しており、「頭が悪かったので、ヤプールにあやつってもらい、タロウとたたかうようにかい造した」「かたちは、まえより少しかっこ悪い」と紹介されている。頭部の角はヤプールの命令を受けるために変更され、視界は狭くなった。弱点は腹部[157]。
- ZATの作戦会議の場面では『帰マン』第18話の映像が流用されており、地球上の場面だけでなく、セブンがジャックにブレスレットを渡す場面も登場する。また、出身地が「かに座」と説明されている。
- 口に潜入した海野の投げ入れたダイナマイトを吐き出したため、口ではなく腹の口からエネルギーを摂取することが明らかになっている。
- エネルギーA・B爆弾による爆死シーンは、最終話のバルキー星人が最期を迎えるシーンに流用された（その際、一瞬だけこのベムスターが映っている）。
- 『全怪獣怪人』では、ヤプールに協力するエンペラ星人が蘇らせたとされている[90]。
- 毒ガスは、『ウルトラ怪獣攻げき技大図鑑』で「スモークストーム」と名付けられた。

## サボテン超獣 サボテンダー（改造）
第30話「逆襲！ 怪獣軍団」に登場。
ウルトラマンAに倒されたサボテンダーが改造・強化された超獣で、巨大ヤプール（改造）が操る怪獣軍団の1体。初代より少し太目な体型で、体色が黄緑色となり、鳴き声も異なっている。また、初代に見られた無数の棘は生やしていない。ヤプールからは単に「サボテンダー」と呼ばれる。
青年・海野八郎によって危機に陥ったベムスター（改造）の援護を巨大ヤプール（改造）に命じられ、青い光球に乗って出現するが、ベムスター（改造）を勢い任せに突き飛ばすと海野を殺害しようと進撃し、そこに現れたウルトラマンタロウに阻まれる。その後、出現したベロクロン二世（改造）はZATの攻撃に為す術がなく、ベムスター（改造）は海野に両目をナイフで攻撃されて苦しんでいたため、自分はタロウと肉弾戦を繰り広げ、一時はタロウを投げ飛ばすなど奮戦するが、最後はストリウム光線を浴びせられ、爆発せずに絶命する。
- 関連書籍では、名称を改造サボテンダー[出典 136]やサボテンダー（改造）[出典 137]と記載している。
- 着ぐるみはアトラクション用の流用[134][163]。
- オープニングに名前のテロップ表記がない。
- ビデオ『ウルトラ怪獣伝説』では、ゼットンの命令でベムスター（改造）、ベロクロン二世（改造）、巨大ヤプール（改造）とともにタロウと戦うが、タロウのストリウム光線を受けて倒される。映像は『タロウ』の流用。

## ミサイル超獣 ベロクロン（改造）
第30話「逆襲！ 怪獣軍団」に登場。
ウルトラマンAに倒されたベロクロン二世がさらに改造・強化された超獣で、巨大ヤプール（改造）が操る怪獣軍団の1体である。
ZATや海野八郎の奮戦によって窮地に立たされたベムスター（改造）とサボテンダー（改造）の援護に、巨大ヤプール（改造）が最後の手段として繰り出す。赤い球に乗って出現し、ヤプールの命令に従ってサボテンダー（改造）と交戦中のタロウを背後から襲撃しようとするが、ZATのスカイホエールの猛攻撃に妨害され、反撃対象をZATに変更する。しかし、無抵抗のままスカイホエールのミサイルとレーザービームを浴び続けた結果、タロウと交戦する前に絶命する。
- 巨大ヤプール（改造）からは単に「ベロクロン」と呼ばれる。
- 着ぐるみはベロクロン二世のものを一部改造して流用しているが[143]、『ウルトラマンA』の放送終了後にアトラクションで酷使されていたため、劣化している[134]。
- 劇中ではタロウと交戦していないが、書籍ではベムスターやサボテンダーとともにタロウと対峙しているスチール写真が用いられている[143]。
- オープニングに名前のテロップ表記がない。
- 劇中では武器を使用しなかったが、書籍ではベロクロン二世より強化された火炎、ミサイル、ベロクロ液、鼻の角からの光線発射能力と設定されている[140]。3DSおよびPSPソフト『ロストヒーローズ』では、この能力が使用される。

## きのこ怪獣 マシュラ
第31話「あぶない！ 嘘つき毒きのこ」に登場。
タロウに倒された巨大キノコの生き残りが武田大介少年に寄生し、彼が住む団地の給水塔で水分を蓄えて変身・巨大化した怪獣。種別は怪獣だが、怪獣らしからぬ高い知能を誇る。海水を飲むと下痢を起こし、3日は起きられないという。口から吐く毒液には、人間をキノコ人間に変える力があり、ZATの荒垣副隊長、北島・南原両隊員もキノコ人間にする。また、目からは光線を出し、それでキノコ人間を操ることもできる。
全東京都民もキノコ人間にすべく、浄水場の水にキノコ毒素を混入しようと浄水場を目指すが、阻止しようとしたタロウと戦う。パンチやキックの衝撃を吸収してタロウを苦しめるが、タロウのキングブレスレットから発射されたドライヤー光線を浴びて身体の水分が蒸発して死滅した後、その残骸はマツタケの温床となった。
- 元々は第27話で登場する予定だったが、ストーリーはそのままでメフィラス星人が登場することになったため、シナリオが変更された[170]。
- 造形物はスーツのほか、干からびるシーンのミニチュア・小型時のミニチュアなどが用意された[13]。

### お化けキノコ
東京の中心部に突如出現した古代デボン紀に栄えた巨大キノコ。ZATが散布した薬品をさらに強力な毒液・キノコ人間化エキスに変え、街中に撒き散らす。タロウのタロウファイヤーで焼却されるが、地底に生息していた生き残りを不良中学生が大介少年に食べさせたことでマシュラとなる。
- スーツはマシュラとは別造形[13]。

### キノコ人間
第31話「あぶない！ 嘘つき毒きのこ」に登場。
マシュラの胞子を口にした人間、もしくはマシュラの毒液を浴びた人間がキノコ化した姿。意思はなく、マシュラの指令に忠実に動く。マシュラが倒されると、もとに戻った。
- 造形物は頭部のみが複数用意された[13]。

## 木枯し怪獣 グロン
第32話「木枯し怪獣！ 風の又三郎」に登場。
東北地方の山間部で誕生し、南下して東京上空の暗雲に姿を潜めていたが、突如実体化し地上に現れ、口から風速70メートルの突風で全身を包んだ状態で暴風雨を起こして都市を破壊する。「怪獣妖術師」とも呼ばれ、影のように地面や建物の壁をすり抜けることも可能。全身に脳が分散している。ZATの攻撃に一時は危機に陥るが、白鳥健一少年と謎の転校生ドンちゃんを人質にとりZATを退けるが、2人に頭を攻撃され振り落とす。ウルトラマンタロウと戦い、激しい風攻撃と口に銜えた電柱を使った吹き矢（針）でタロウを苦戦させた。しかし、最終的にはタロウのキングブレスレットで口に栓をされ、体内に溜まった風の暴発により自爆した。
- 造形はエキスプロダクションが担当した[出典 150]。造形物はスーツのほか、爆発用カポック・実物大の頭部などが用意された[13]。
- デザイン画は現存しているが、デザイナーは不明とされる[19][10]。書籍によっては、高橋章がデザインしたと推測されている[10]。
- 映画『大怪獣バトル ウルトラ銀河伝説 THE MOVIE』では、ベリュドラの右腕を構成する怪獣の1体となっている[27]。

## 極悪宇宙人 テンペラー星人
第33話「ウルトラの国大爆発5秒前！」、第34話「ウルトラ6兄弟最後の日！」に登場。
全宇宙の制覇を狙っている悪質な宇宙人。ウルトラの国やウルトラ兄弟を以前から狙っており、抹殺しようと企む。劇中ではウルトラ6兄弟を誘き寄せるための配下とボス格の2体が登場（外見上の違いは特になし）。目的はウルトラ5兄弟であってウルトラマンタロウは眼中になく、タロウを「末っ子の甘えん坊」呼ばわりするなど軽視する。知略を駆使した作戦よりも、真っ向から攻撃しての破壊活動を得意とする。ボス格は配下がタロウに倒された際に「貴重な犠牲者」と戦死を尊ぶ、地球に現れた際には東光太郎の作戦で目を回して疲れた様子を見せる、光太郎を捕らえた際には急に踊りだすなどコミカルな一面を見せるほか、白鳥さおりに憑依する際にも「可哀想だが」と詫びるなど、極悪らしからぬ一面を見せる。
人間の姿を借りたウルトラ兄弟の正体を見破る特殊スペクトル光線や、テンペラー星の科学を集結して編み出したウルトラ戦士のみに対して絶大なダメージを与えるウルトラ兄弟必殺光線といった代表的な光線技のほか、電気エネルギーを鞭のように飛ばすムチ状光線、手からの火炎放射、ロケット弾、ガス攻撃、人間への憑依などに加え、クモ状の形態への変身も可能など、多彩な能力を持っている。背中のマントは、あらゆる攻撃を防ぐ黄金マントと称される。
配下がウルトラの星を破壊しようとするが、ウルトラ5兄弟がタロウの招待で地球に遊びに行ったことを、正体不明のシンバルを叩くサルの玩具（わんぱくスージー）の形をした通信機から聞かされ、5兄弟を追って地球に向かう。到着後はすぐに街を破壊し始め、ウルトラ兄弟を誘い出そうとする。その戦闘力は単独でも強大で、傍にいる兄たちに甘えていたタロウをたやすく倒すが、ウルトラマンボールを用いた奇襲作戦によって体内へタロウに入り込まれ、タロウが巨大化したことで破裂して倒される。
ボス格は6兄弟が全員姿を見せたことで行動を開始し、さおりに憑依して光太郎に接近して油断させると、彼を誘拐して5兄弟をおびき寄せる。ウルトラ兄弟がZAT隊員と大谷博士、バレーボール部部員の身体を借りても、6人いることですぐに正体を見破る。6兄弟との全面対決では多彩な技で圧倒するが、タロウのタロウカッターで両腕を切断されたうえ、5兄弟リフターで空中へ放り投げられたところをネオ・ストリウム光線を浴びせられて爆散する。逃げようとした宇宙船も、5兄弟の必殺光線一斉発射（グランドスパーク）で破壊される。
- 声：丸山詠二（ノンクレジット）[175][176]
- デザインは鈴木儀雄が担当した[177][178]。目や頭部の大きさなどのバランスは造形とは異なる[178]。劇中でボス格が変身したクモ状の生物に似ている、テンペラー星人の検討案と思われるラフが存在する[178]。
- 造形物はスーツのほか、大小2種類の飛び人形、腕を切り落とされた状態のミニチュア、爆発用カポックなどが用意された[176]。
- 当初[いつ?]はカブトムシとゴキブリを合わせたようなイメージで、名前はブルトン星人とされていた[179]。
- 放送当時の裏設定では、タロウと戦う怪獣や宇宙人たちの背後に暗躍する「怪獣軍団」を陰で操る黒幕だったともされている。『全怪獣怪人』や『週刊 ウルトラマン OFFCIAL DATA FILE』No.106-12では「怪獣軍団のゴッドファーザー」[180]、『決定版ウルトラ怪獣大百科』[要ページ番号]では巨大ヤプール（改造）にベムスター（改造）などの怪獣軍団を貸し与えたと言われている。
- 内山まもるによる漫画版『タロウ』第10回「ウルトラ7番目の兄弟」（小学館『小学二年生』1974年1月号に掲載）はテレビ版第34話の後日譚となっており、地球で6兄弟と戦っている間に別働隊が光の国を襲撃・占拠した。

## 目つぶし星人 カタン星人
第35話「必殺！ タロウ怒りの一撃！」に登場。
タロウ抹殺を狙って現われた宇宙人。高度な自動車の運転テクニックを持つ。武器は手から出す3万度の火炎、両目から発射する目潰し光線（目つぶし光線、白煙）。車の事故に巻き込まれた青木まちこ（青木まち子）という少女に憑依して光太郎に近づき、彼の優しさを利用。光太郎を2度も襲って負傷させる。タロウとの戦いでは目潰し光線をタロウに浴びせ、圧倒的有利になるが、ZATのベル作戦により首に巨大な鈴つきの首輪をはめられ、その音を頼ったタロウのウルトラダイナマイトを食らって爆死した。
- 声：西川幾雄（ノンクレジット）[42][13]
- 等身大時に車を運転するため、頭部は別に造られた[13]。爆発用カポックはタロウと一体で造形された[13]。
- 雑誌『ウルトラマン OFFICIAL DATA FILE』No.27-10では、ウルトラマンエースの変身方法を知っていることから、ウルトラ兄弟の情報に精通していた可能性が指摘されている。
- 『ウルトラ怪獣攻げき技大図鑑』では目潰し光線は「アイ・アタッカー」と命名された。

### その他の作品に登場するカタン星人
- 映画『大怪獣バトル ウルトラ銀河伝説 THE MOVIE』では、ベリュドラの胴体を構成する怪獣の1体となっている[27]。
- 『ウルトラマンメビウス』のDVD附属のイラストノベル『ザ・ウルトラマンメビウス』に登場。卑怯な手段でタロウを倒そうとしたカタン星人の同族。何者かの尖兵として登場。シルバーブルーメを始めとする円盤生物群を率いてウルトラ兄弟を倒そうとした。

## ねこ舌星人 グロスト
第36話「ひきょうもの！ 花嫁は泣いた」に登場。
カタン星人が倒された夜、グロスト星系JA52番星より飛来する宇宙人。建設中のマンションに潜り込み、地下の壁から顔だけを出して存在し、建設現場の作業員を目からの催眠光波で操って侵略の機会を伺う。熱が弱点であることを焼き芋屋の少年・清彦に見抜かれてZATガンを顔に受け、爆発、赤い煙と共に巨大化。最大の武器は両手から放射するマイナス210度の冷凍光線。これでタロウを窮地に陥れるが、ZATのレーザー攻撃で注意をそらしたわずかな隙にウルトラ解凍で復活を許し、最後はシューティングビームで倒された。
- 予告編では「冷凍怪獣グロスト」と呼ばれていた。
- スーツの出自は明らかになっていないが、書籍『オール・ザットウルトラマンタロウ』ではボルケラーとの類似性を指摘している[13]。造形物はスーツのほか、指令を出すシーンでの頭部・爆発用カポックなどが用意された[13]。

## 逃亡怪獣 ヘルツ
第37話「怪獣よ故郷へ帰れ！」に登場。
メドウーサ星座に住んでいたが、メドウーサ星人が星座乗っ取りを謀ったため、地球に逃亡してきた。頑丈な体でツメやハサミを持っているが、好戦的ではなく、昼寝が好きなおとなしい性格。メドウーサ星座の侵略活動を知るゆえに、メドウーサ星人から執拗に命を狙われた。メドウーサ星人が敗れた後、ZATによって地球の引力圏外にまで連れて行ってもらった。
- 予告編では口から火炎を吐いていた。
- デザインは鈴木儀雄が担当した[10]。デザイン画では頭部は凶悪であったが、その設定から別途でユーモラスな雰囲気の頭部に改められたものが起こされた[10]。造形では身体の色を水色に変更している[10]。
- スーツは『ジャンボーグA』のアントロンの改造[13]。造形物は空輸シーンのミニチュアと実物大の足が用意された[13]。
- 着ぐるみは後に『ウルトラマンレオ』第9話にて、怪獣ショーの着ぐるみとして登場している[40][86]。その後、1990年代まで残っていた[13]。

## 醜悪星人 メドウーサ星人
第37話「怪獣よ故郷へ帰れ！」に登場。
メドウーサ星座で争いを起こしメドウーサ星座を乗っ取った宇宙人。事態を知るヘルツを始末するため地球にやって来た。武器はメドウーサ磁気と両腕の鞭。ヘルツが落ちた近くの別荘に住む老人をメドウーサ磁気で仮死状態にしたうえで、証言者がいないのをよいことに老人の孫娘のめぐみに擬態し、ヘルツに狂暴怪獣の濡れ衣を着せてZATに始末させようとする。それが無理だと判断するやZATの森山隊員を襲って乗り移り、ZATのスーパースワローでヘルツを始末しようとするがタロウに阻止され、最期はストリウム光線で倒された。
- 声：西川幾雄（ノンクレジット）[42][13]
- デザインは鈴木儀雄が担当した[出典 169]。造形では頭部がさらに醜悪なものになっている[10]。
- 造形物はスーツのほか、爆発用カポックが用意された[13]。
- 映画『新世紀ウルトラマン伝説』にも登場。映像は本作品からの流用。

## エフェクト宇宙人 ミラクル星人
第38話「ウルトラのクリスマスツリー」に登場。
環境は地球に瓜二つだが、地球よりもわずかに文化が遅れている馬の首星雲ミラクル星からやってきた善良な宇宙人。地球へは、地球の風習や文化などの文明を学習しに訪れる。温厚な性格で、基本的に争い事は好まない平和的な宇宙人である。知能は地球人よりもわずかに劣っているといった程度だが、その代わりに蓄えている髭がエネルギー源となって地球上の生物に変身する能力を備えている。また、地球人より寿命が長く、300年以上生き続けることができる。キングトータスが暴れた際に両親を失った少女ひとみのために、何でも好きなものが見える魔法のビー玉をプレゼントするが、その直後、ガスを求めて地球に侵入したテロリスト星人に地球の研究資料を渡すことを拒み、殺害された。
- 人間体・声：長沢大[42][13]
- デザインは島崎堯司が担当した[出典 172]。

### 『ウルトラマンギンガ 劇場スペシャル ウルトラ怪獣☆ヒーロー大乱戦!』に登場するミラクル星人（SDI）
映画『ウルトラマンギンガ 劇場スペシャル ウルトラ怪獣☆ヒーロー大乱戦!』に登場。
ウルトライブシミュレーション内で健太と千草のライブするガンQ（SDI）とアクマニヤ星人（SDI）に襲われる美鈴のモチロン（SDI）を助けるためヒカルがライブするが、体の小ささゆえに全くもって戦力にならなかった。だが所持していたビー玉を取り出し、ヒカルはある光景を目の当たりにする。
- スーツアクター：岡野弘之[182]
- 着ぐるみは『タロウ』撮影時に使われていたオリジナルのもの[出典 173]。電飾を仕込み直すなどの補修が施されているが、ほぼ当時のままの状態で使用されている[182]。
- 貴重な着ぐるみであることから、『ギンガ』のアクションコーディネーターの岡野弘之がスーツアクターに選ばれた[182]。

## 緑色宇宙人 テロリスト星人
第38話「ウルトラのクリスマスツリー」に登場。
宇宙一の暴れん坊のため、さまざまな惑星で嫌われている悪質な宇宙人。蜷局間という奇妙な形の頭部が特徴的。ガス資源が好物で、ガスが豊富な惑星に赴いては、その星の住民を虐殺してガスを略奪している。地球へは、地球のことを学習しに訪れていたミラクル星人を殺害するために侵入してきた。その後、ミラクル星人の地球調査資料から、地球にも豊富なガス資源があることを知り、本格的に地球侵略を行おうと目論む。右手に持っている長剣テロリスト・ソードが自慢で、切れ味は抜群。この剣で今までにも数多くの宇宙人を殺害している。その他、武器として左手に銃を装備している。タロウを窮地に追い込むが、最後はミラクル星人が残したビー玉の力で凍結して動けなくなったところを、タロウに空中へと放り投げられシューティングビームで破壊され、その破片は雪となって地上に降り注いだ。
- 声：鹿島信哉（ノンクレジット）[42][13]
- 造形物はスーツのほか、爆発用カポックが用意された[13]。
- 名前はテロリスト星人であるが、書籍設定における出身地は「テロ星」となっている[1][5]。
- テロリスト・ソードは『ウルトラ怪獣攻げき技大図鑑』では「ソードワイルダー」と呼称され、書籍「ウルトラマン超ひみつ100」（小学館・コロタン文庫 監修/円谷プロ p157）では「テロリストソードワイルダー」とされた。

### その他の作品に登場するテロリスト星人
- ビデオ『ウルトラ怪獣伝説』では、バルタン星人の命令で地球へ出撃してウルトラマンタロウと戦うが、スカイホエールの攻撃で凍結した後、タロウの光線を受けて爆発した。映像はミラクル星人のビー玉の力で凍結して動けなくなったシーンの流用。
- 映画『大怪獣バトル ウルトラ銀河伝説 THE MOVIE』では、ベリュドラの胴体を構成する怪獣の1体となっている[27]。
- 漫画『ウルトラマン超闘士激伝』ではウルトラ戦士に勝ちたいと願う怪獣たちの一匹として登場、ゴーデスに利用される。
- 書籍『ウルトラマンメビウス ARCHIVE DOCUMENT』（朝日ソノラマ）に掲載された小説「守るための太刀」（作：赤星政尚）では、過去にザムシャーと切り結んでいたことが語られている[184]。特技監督の原口智生は、『ウルトラマンメビウス』第16話にザムシャーにやられる役柄でテロリスト星人を登場させることを検討していた[185]。

## うす怪獣 モチロン
第39話「ウルトラ父子餅つき大作戦！」に登場。
月の「ウサギのモチつき」伝説を信じる地球人の心が集まって生み出した怪獣。その昔、ある男の子の伝説に対する信念があまりに強すぎたために月の影に乗り移って実体化したとされる。木臼に顔と手足が付いたような格好をしており、人間の言葉を話すこともできる。月出身だが、南夕子によると半分は月、もう半分は地球の怪獣であるため、ZATのレーダーには宇宙怪獣としては反応しない（月と地球の組成が同じなので、地球外物質として認識されなかったとも言われる）。餅が大好物であり、地球の本物の餅を食べるために飛行船にぶら下がって地球を訪れる。やがて、日本の餅は特に柔らかくて美味いということを知り、中でも名産地である新潟の米で作られた餅を味わうべく、同地への進行を開始する。口から強力な火炎を吐いたり、両手両足を臼の中に引っ込めて転がりながら体当たりで建造物を破壊したりするが、根は子供のように単純な性格であり、夕子やウルトラの父にはまったく頭が上がらない。月に帰るように諭されるがこれを拒否する。年中餅ばかり食べているので力持ちらしく、タロウに力比べを挑む。タロウに敗れた後はウルトラの父の一喝を受けて自分が餅つきの臼となり、食べた分の餅をついて弁済する羽目になる。その後、ウルトラの父と夕子によって月へ帰された。
- デザインは島崎堯司が担当した[出典 181]。モチーフは餅つき用の木臼[10]。別途で背面デザインが起こされている[10]。
- 声：渡部猛（ノンクレジット）[42][13]
- スーツの出自は明らかになっていないが、書籍『オール・ザットウルトラマンタロウ』ではムカデンダーとの類似性が指摘されている[13]。造形物はスーツのほか、アップ用の頭部・うす形態・飛行船にぶら下がったミニチュアなどが用意された[13]。
- 映画『大怪獣バトル ウルトラ銀河伝説 THE MOVIE』では、ベリュドラの左腕を構成する怪獣の1体となっている[27]。

### 『ウルトラマンギンガ 劇場スペシャル ウルトラ怪獣☆ヒーロー大乱戦!』に登場するモチロン（SDI）
映画『ウルトラマンギンガ 劇場スペシャル ウルトラ怪獣☆ヒーロー大乱戦!』に登場。
ウルトライブシミュレーションで美鈴がライブする。その外見ゆえ、美鈴からは「和菓子職人魂をくすぐられる」「モチロンじゃなくてウスロン」と評される。千草からは「ゆるキャラ」と呼ばれた。
- 着ぐるみは円谷プロダクションイベント事業部のアトラクション用の改造[182]。
- 『新ウルトラマン列伝』第27話では、スパークドールズの姿で登場。スパークドールズ劇団の面々の前に現れ、かつての自分の活躍を紹介するが、あまりの迷惑行為でブラックキング（SD）たちに「餅の食べ方が汚い」などと酷評される。訛った口調で、一人称は「オラ」で「どすこい」が口癖になっている。ブラックキング（SD）からは「ウスノロ怪獣」と呼び間違えられ、キングパンドン（SD）からは「モッちゃん」と呼ばれた。

### その他の作品に登場するモチロン
- 絵本「ウルトラかいじゅう絵本シリーズ」では、『さるかに合戦』をモチーフとした「カネゴンとかきのたね」に、カネゴン、サボテンダー、エレキング、ナメゴン、メフィラス星人と共に登場する[190][191]。

## 暴君怪獣 タイラント
第40話「ウルトラ兄弟を超えてゆけ！」に登場。
ウルトラ兄弟たちに倒された7体の怪獣・宇宙人・超獣の怨念が海王星に集まって誕生した大怪獣。ベムスターの腹から出すガス（冷凍ガス）や両腕のバラバ鞭、口から吐く火炎などの強力な武器を持ち、ジャックのスペシウム光線2発やAのメタリウム光線を受けても軽傷で済むほどの防御力を持つ。独自能力としては、ウルトラサインを消す光線を腕から発射できるほか、頭部を用いてシーゴラスの能力であった津波を起こせるとされている。
まずは海王星で偵察中のゾフィーを倒し、天王星でウルトラマン、土星でウルトラセブン、木星でウルトラマンジャックを立て続けに倒した後、ついには火星でウルトラマンAまでも倒す。地球へ降り立った後はタロウとの激しい格闘の末にフックつきロープ（バラバ鞭）をブルーレーザーで切断され、それをキングブレスレットで変化させた槍・ウルトラランス（タロウランス）を投擲されて胸を貫かれたことで倒される。
- デザインは鈴木儀雄が担当した[出典 186]。シーゴラス、バラバ、ベムスター、レッドキングは脚本中に記載があり、それ以外の怪獣は鈴木が自ら選んだという[198]。鈴木は、台本を元に怪獣のパーツを組み合わせて複雑になったものを造形がうまくまとめてくれたと、後年のインタビューにて評している[20]。
- 造形物はスーツのほか、飛び人形や爆発用カポックなどが用意された[199]。
- タロウに敗北した原因については、タロウが成長して強くなっていた、またはウルトラ兄弟との連戦で体力を消耗していたとの説があり[200]、後述する『ウルトラマン Fighting Evolution 3』ではウルトラ兄弟戦でのダメージを引き継ぐという後者を再現した演出がとられている。また、『ウルトラマン列伝』第39話ではタイラントを倒せるのはタイラントの使う武器（バラバ鞭）だけと解釈されている。
- 口から吐く火炎は『大怪獣バトル ULTRA MONSTERS』では爆炎放射と表記され、『ウルトラ怪獣攻げき技大図鑑』ではデスファイヤーと命名された。
- スーツは後に、『ウルトラマンレオ』第9話で遊園地の怪獣ショーの「着ぐるみ」として流用されている[201][202]。
- 「35大怪獣宇宙人[192]」の1体としてカウントされているが、資料によっては「タイラント・35大怪獣宇宙人[167]」のように分離して表記しているものもある。

### 35大怪獣・宇宙人
第40話「ウルトラ兄弟を超えてゆけ！」に登場。
「35大怪獣宇宙人」とは以下の怪獣・宇宙人のことを表す。
| 冷血宇宙怪獣 ベムラー | 宇宙忍者 バルタン             | 有翼怪獣 チャンドラー      | どくろ怪獣 レッドキング | マグマ怪獣 マグラー       | 珍獣 ピグモン             | 悪質宇宙人 メフィラス |
| 亡霊怪獣 シーボーズ   | 宇宙恐竜 ゼットン             | 電撃怪獣 エレキング        | 侵略宇宙人 メトロン     | 宇宙鳥人 アイロス         | 宇宙ロボット キングジョー | 星獣 ギエロン         |
| 恐竜戦車              | 分身宇宙人 ガッツ             | 地底怪獣 キングザウルス3世 | 肉食大怪獣 グドン       | 古代怪獣 ツインテール     | 龍巻怪獣 シーモンス       | 津波怪獣 シーゴラス   |
| 宇宙大怪獣 ベムスター | マンション怪獣 キングストロン | 囮怪獣 ブルーマ            | 戦略宇宙人 ナックル     | 用心棒怪獣 ブラックキング | ミサイル超獣 ベロクロン   | 古代超獣 カメレキング |
| 変身超獣 ブロッケン   | 毒蛾超獣 ドラゴリー           | 殺し屋超獣 バラバ          | 異次元超人 エースキラー | 投影超獣人 ヒッポリト     | 元凶異次元人 ヤプール     | 暴君怪獣 タイラント   |

名前は全てオープニングテロップに準拠。一部の怪獣・宇宙人の別名は実際とは異なっている。
テロップでは表示されているが本編には登場しないマグラーと、実際にウルトラ兄弟と戦っているタイラントを除く33体は全て回想シーン（旧作からの映像を流用）のみの登場となる。また実際のオープニングテロップには上記の後に「35大怪獣宇宙人」が表示される。「35大怪獣宇宙人」は総称であり、放映リストの枠の字数の関係でこのような略称になっている。

## らくがき怪獣 ゴンゴロス
第41話「母の願い 真冬の桜吹雪！」に登場。
大熊座M81星雲からやって来た不定形の青い宇宙生命体が、病気の母親のために正博少年が屋敷の壁に描いた落書きに取り付いてシミとなり、太陽エネルギーを受けて実体となった怪獣。通常攻撃がまったく通用しない。口から高熱火炎を放射し、尻から爆発性のガス（悪臭ガス、Gガス）を噴射する。身軽で、強い跳躍力を持っている。正博少年の助言を受けたタロウに本体である核を発見され、絵の部分はウルトラシャワーで濡らされた後、落書きを消すように拭き取られる。その後、本体の核もストリウム光線で破壊され、桜の花びらとなった。
- 造形物はスーツのほか、実体化するシーンのものが用意された[13]。
- 火炎は『ウルトラ怪獣攻げき技大図鑑』で「ラックファイヤー」と名付けられた。
- 元々は少年の落書きという設定は『ウルトラマン』に登場した二次元怪獣ガヴァドンと共通しており、映画『ウルトラマンギンガ 劇場スペシャル ウルトラ怪獣☆ヒーロー大乱戦!』でも一条寺友也により関連が語られている。

## おうむ怪獣 エレジア
第42話「幻の母は怪獣使い！」に登場。
元は光太郎の後輩である島田タツオの母・聖子が生前飼っていた「エレジア」と名付けられたオウム。聖子が交通事故で死亡した後、餌を食べなくなって、後を追うように死に、聖子の墓に一緒に遺体が入っていたが、アンドロイド聖子の怨念と、落雷のエネルギーを受けて怪獣として蘇る。島田の自動車への怨念を受け継いでいるため、自動車を憎み、国際モーターショーを襲撃する。口から高熱火炎を放射して暴れるが、アンドロイド聖子が破壊されたことで動揺、ストリウム光線で倒された。その後、羽が辺りに降り注いだ。
- デザインは島崎堯司が担当した[出典 194]。造形では腕と上半身が赤茶、頭部と脚が濃緑に変更され、大小5本の角が頭頂部に追加された[10]。
- 造形物はスーツのほか、飛び人形が用意され、爆破シーンでもこの人形が用いられた[13]。
- 『ウルトラ怪獣攻げき技大図鑑』では、火炎を「パロット火炎」と呼称された。

### アンドロイド聖子
第42話「幻の母は怪獣使い！」に登場。
妻の聖子を交通事故で失った島田信吾が独自にロボット工学を勉強し、10年の歳月をかけて作り上げたアンドロイド。結婚当時をイメージして、純白のウェディングドレスにバラの花を持った姿をしている。島田の涙が結婚指輪に流れ落ちたことで起動し、死んだ聖子と、自動車を憎む島田の怨念に染まったことで残忍な性格となる。エレジアを操って自動車を次々と破壊するが、島田の息子のタツオに撃たれ、機能停止した。その残骸と魂はタロウのリライブ光線で昇天し星となり、宇宙を航行する宇宙船の道標となった。
- 演：川口真有美

## 食いしん坊怪獣 モットクレロン
第43話「怪獣を塩漬にしろ！」に登場。
地球のビタミンCを狙いZATに撃退された宇宙人の置き土産。サッカーボールほどの大きさの卵から孵る。野菜が好物で野菜を食べるごとに大きくなり、大きくなればさらに大量の野菜を欲しがる。八百屋の息子、武志の手によって洞窟の中で育てられた。どれほど野菜を食べても「モット、モット」とねだるので、武志によって「モットクレロン」と名付けられる。口から緑色で悪臭を放つ粘液を放射して暴れるが、タロウによって巨大な樽で塩漬けにされて野菜エネルギーを抜き取られ、元の大きさに戻る。その後、武志からの土産の野菜と共に宇宙へ送り返された。
- デザインは鈴木儀雄が担当した[出典 200]。幼獣のデザインも別途描かれている[19][10]。
- 造形物は成獣・幼獣のスーツ2種類のほか、飛び人形・誕生時のギニョールなどが用意された[13]。
- 小型時・巨大化時の名称を書籍によっては「幼虫」「成虫」[204]、「幼獣」「成獣」[3][2]、「小」「中」[5]、「幼体」「成体」[10]と区別している。
- 緑の液の攻撃は『ウルトラ怪獣攻げき技大図鑑』で「クレクレアタック」と命名された。

### その他の作品に登場するモットクレロン
- 書籍『ウルトラマンメビウス ARCHIVE DOCUMENT』に掲載された小説「守るための太刀」（作：赤星政尚）では、過去にファントン星人の交易船を狙うもサイコキノ星人カコに追い払われたことが語られている。
- 『ウルトラギャラクシー大怪獣バトル NEVER ENDING ODYSSEY』第8話でザラブ星人がオキをレイオニクスと勘違いしたときに、ザラブ星人のイメージの中で、オキが召喚しようとしていた。
- ライブイベント『ウルトラマン THE LIVEウルトラマンと科学のふしぎ サイエンスバトルステージ』ではメフィラス星人、ザラブ星人、パンドン、ムルチ、アークベリアル、タイラントと共にウルトラ戦士たちと戦った。

## 鬼面宇宙人 きさらぎ星人
第44話「あっ！ タロウが食べられる！」に登場。
邪悪な老婆の姿をした宇宙人。節分の日だけとはいえ、仲間である鬼が人間に虐められるのが不愉快で、同じ宇宙人でありながら人間に味方して豆まきをして鬼をいじめるタロウを裏切り者と憎む。武器は口から吐く炎と人間を金縛りにする目から発する光線。
- 演：笠井ひろ
- 書籍『円谷プロ全怪獣図鑑』ではオニバンバの人間態と記述している[5]。

### きさらぎ星人 オニバンバ
第44話「あっ！ タロウが食べられる！」に登場。
きさらぎ星人が変身・巨大化した姿。角を生やした白髪に金棒を持っているという、まさに鬼のような外見をしており、やはり豆が苦手。口から人間縮小液を含んだ糸を吐き出して、こねることで人間を小さくして豆状の玉の中に閉じ込める。光太郎を豆の中に閉じ込めて人間に食べさせようとするが失敗した。武器は前述の口から出す糸と火炎、そして手持ちの棍棒。タロウとの戦闘ではタロウが投げつけた豆を金棒で打ち返そうとするが弱体化し、逆に金棒で打ち据えられたことで、来年また来ると捨てゼリフを吐いて退散した。
- 声：笠井ひろ[42]
- デザインは島崎堯司によるもの[出典 207]。体色の赤い部分は、ZATのイメージカラーである青との対比を意図している[19]。
- 造形物はスーツのほか、実物大の指が用意された[13]。

## 凶悪宇宙人 ドルズ星人
第45話「赤い靴はいてた…」に登場。
M88星雲のドルズ星からの侵略者。怪獣メモールを使って地球上にドルズ帝国を打ち立てようと暗躍する。毒々しい色の体という醜悪な姿で、巨大化したような頭の頭脳が特に発達しており、その高度な科学力で過去に地球人の少女を誘拐し、怪獣メモールに改造していた。「赤い靴履いてた女の子を連れ去った異人さんの正体である」とされている。非常に好戦的な性格をしているが、コンパクトを使って通信して指令を与え、侵略や破壊の役目は部下にすべて押し付け、自分は安全な場所を確保するという、非常に卑怯で残忍な性格を持つ。しかし、劇中ではタロウに倒されるような描写はなく、メモールが地球を去った後の動向は不明。
- デザインは鈴木儀雄が担当した[10]。
- スーツは新規造形であったが、登場シーンはわずかであった[13]。
- 清水栄一（原作）と下口智裕（作画）の漫画『ULTRAMAN』では、宇宙人組織「暗黒の星」の構成員として登場。ヒーローとして活動する東光太郎（原典の本人とは同姓同名の別人）の協力者であるデイヴを殺害したことから光太郎の怒りを買い、全身に炎をまとった彼の体当たりを受けて爆死する。

## うろこ怪獣 メモール
第45話「赤い靴はいてた…」に登場。
ドルズ星人が操るサイボーグ怪獣。その正体はZATの北島隊員の幼馴染にして初恋の相手・山川真理で、彼女は少女時代にドルズ星人によって誘拐され、侵略兵器として改造されていた。普段は真理の姿だが、コンパクトからドルズ星人の指令が下されると、50時間後には真理の自我とは無関係に怪獣の姿に変わる。怪獣の姿の時も真理の姿の時と同じく、赤い靴を履いている。口から火炎を放射し、右手から赤い霧（毒霧）を放射するほか、長く強靭な尻尾も強力な武器である。
真理が北島隊員に自分を撃つように懇願するも、彼の目の前で怪獣の姿へ変身させられてZATを襲撃するという悲劇に際し、光太郎もやむなくタロウに変身して応戦する。最後は、攻撃を止めたメモールの様子にストリウム光線を思い止まったタロウによって、宇宙へ放り投げられる。その後の動向は不明だが、書籍によっては命を失ったと記述している。
- デザインは鈴木儀雄が担当した[10]。デザインでは女性怪獣であることを分かりやすくするため、乳房が胸に描かれていたが、着ぐるみではオミットされた[10][45]。また、造形ではピンクの襟巻きが複数の大きなツノ、ブレスレットも削除されたが、「赤い靴」のエピソードのため、そのまま赤いブーツが造形されている[10]。赤い霧を右掌から放つため、後にそのディテールが描き込まれた[10]。
- 造形物はスーツのほか、飛び人形が用意された[13]。

## わんぱく宇宙人 ピッコロ
第46話「白い兎は悪い奴！」に登場。
旅好きなピッコラ星雲の王子。基本的にはおおらかな性格だが、やや自分勝手でワガママ。物質を瞬間移動させる能力を持つ。戦闘時は空を飛び、手にしたピッコラハンマーや鋭い刃を持つ回転ハット（ノコギリハット」を武器として、鼻から強力なミサイル（ロケット弾）を撃つ。巨大化すると体格は太くなり、体表に木目が出る。手に持った望遠鏡で光太郎の正体がタロウであることを見抜き、北島や一般人の前で光太郎をタロウと呼んだ。
60年に一度地球に接近する知り合いの意志を持った彗星ハーシー大彗星に乗って、以前から興味があった地球に遊びに来るが、誤って地球に落下してそのまま忍び歩きで銭湯の煙突から地球の様子を観察する。アパートに住んでいる少年が飼っているウサギに興味を示すが、動物嫌いのアパートの大家の男が餌に毒を盛ってウサギを毒殺したことに憤慨し、巨大化して街を破壊する。タロウに地球人は心が汚いと詰め寄るが、タロウからほとんどの地球人は美しい心を持っていると説かれ、さらに慣れない地球の重力に疲れたことで地球人への攻撃を止める。疲れて動けなくなり、タロウによって宇宙に放り投げられ、ハーシー大彗星とともに帰っていった。
その後、ウサギを毒殺したアパートの大家の男はその事件を契機に改心し、動物嫌いを克服してマンションの屋上を解放して動物を遊ばせ、自身も動物にふれ合う動物好きとなる。毒殺された少年のウサギは生き返っていた。
- 声：京田尚子（ノンクレジット）[42][13]
- スーツアクター（等身大）：吉村景文[83][42]
- デザインは鈴木儀雄が担当した[210][10]。手に持った望遠鏡は画稿では描かれていない[10]。
- 容姿のモチーフはピノキオから[210][13]。
- 等身大と巨大時と姿が若干異なり、2体の着ぐるみが作られた[13]。

### その他の作品に登場するピッコロ
- 漫画『ウルトラマン超闘士激伝』では息子でピッコラ星の王子と父親のピッコロ大王が登場している。
- 『ウルトラゾーン』第11話のアイキャッチでは、寺で和尚と一緒にピッコラハンマーで除夜の鐘をついている様子が描かれている[211]。

### 『大怪獣ラッシュ ウルトラフロンティア』に登場するピッコラ星雲人
データカードダス『大怪獣ラッシュ ウルトラフロンティア』に登場。本作品ではピッコラ星雲人という種族名が設定されている。公式サイトキャンペーン投票で登場が決定した。
ピッコラ星雲人ピッタ
4弾より登場。「なごみのプリンス」の異名を持つ。ピッコラ星の第三王子であるが、好奇心旺盛で天然なところがあり、その個性を買われてハンターにスカウトされ、以降自己鍛錬のためハンターとして活動している。

## 冬眠怪獣 ゲラン
第47話「怪獣大将」に登場。
小学校の地底1万メートルで冬眠していた古代の地底竜。地殻変動の影響で地上に出た卵から孵った幼獣を剣道の竹刀を持った少年に殺されたことに怒り、暴れる。全長120メートルの巨体を持ち、小学校のグラウンドに頭部と尻尾を出して学校の先生と生徒を校舎内に閉じ込めた。武器は口から放射する高熱火炎、背中の棘から無数の光の矢を放つ怪光線ほか、長い尻尾も強力な武器で、ウルトラマンタロウを軽々と持ち上げられる強大の力を持つ。また、背中のエリ巻を動かしてミサイルを叩き落とす。
竜一の攻撃で地中から全身を現した後、タロウとの戦いでは、火炎放射と噛みつきや尻尾の攻撃を駆使して善戦するものの、タロウによって卵ごと凍結され、宇宙空間で永遠の冬眠を与えられた。
- デザインは鈴木儀雄が担当した[10]。造形では単眼の首の長いものに変更された[10]。別途で幼獣の姿も描かれた[10]。
- スーツの頭部と尾は操演で動かしている[13]。造形物はスーツのほか、アップ用の頭部・氷漬け状態のミニチュア・幼獣のギニョールなどが用意された[13]。

### その他の作品に登場するゲラン
- アーケードゲーム『ウルトラ警備隊 空想特撮ゲーム』ではステージ5「AIR ZONE（地球上空）」のボスとして登場。原作とは違い、空を飛んでプレイヤーに襲いかかる。
- 漫画『ウルトラマンSTORY 0』では双頭のゲランが登場。テンペラー星人と戦い倒される。

## 宇宙怪獣 ゴルゴザウルス二世
第47話「怪獣大将」に登場。書籍によっては、名称をゴルゴザウルスII世と記述している。
『ミラーマン』に登場した怪獣ゴルゴザウルスの同族。テレポーテーション能力を持ち、どこへでも自由に移動して敵の目を惑わす。地球侵略の機会をうかがっていたところ、先手を打って迎撃に出てきたタロウと小惑星の上で戦いとなり、テレポーテーションと怪力で翻弄して左腕を負傷させるが、最後はビーム手裏剣で倒される。
- 着ぐるみは『ミラーマン』の撮影で使われたものではなく、複数作られていたアトラクション用の一つである[214]。
- オープニングにはゲランだけがクレジットされており、ゴルゴザウルス二世はクレジットされていない。
- 『新ウルトラ怪獣大百科 ウルトラマンタロウ編 Vol.2』では、ゴルゴザウルス二世が現われた理由について「インベーダーの再来も否定できない」と述べている。
- 『大怪獣バトル』のEX第8弾に技カードで登場。スキルは本作品で見せた「テレポーテーション能力」で、コンボはファイヤーウインダム。また、カードに描かれているイラストの配色は本作品でのイメージとはかなり異なっている。

## 宇宙少年 ファイル星人
第48話「怪獣ひなまつり」に登場。
白鳥座にあるファイル星からやって来た人間の子供によく似た5人の少年。楽器の演奏が得意で、歌や踊りが大好きな宇宙人。笛や太鼓、アコーディオンなどの楽器を持っている。酔っ払って暴れるベロンを母星に連れて帰ろうとするがうまく行かず、ZATと太郎少年の協力で白酒を飲ませて酔い潰そうとするが失敗し、逆に泥酔して大暴れさせる。タロウの手によって適度に酔いを醒まされ、眠り込んだベロンを引き取り、一緒にファイル星に帰っていく。
- 五人囃子がモチーフとなっている。
- 書籍によっては、「宇宙少年」とのみ記載しているものもある[216]。書籍『ウルトラマン画報 上巻』ではファイル星人 宇宙少年[2]、書籍『全怪獣怪人大事典 中巻』では宇宙少年（ファイル星人）と記述している[16]。

## 酔っぱらい怪獣 ベロン
第48話「怪獣ひなまつり」に登場。
ファイル星人のペット兼ボディーガード。鳴き声ではなく人語でしゃべる。腰に下げたひょうたんから酒を飲み、いつも酔っている。何よりも酒が好きで、大酒を飲んで酔った挙句、地球に迷い込む。ZATのレーダーにもキャッチされない。怒ると口から高熱火炎を放射し、「ドロンパー」の掛け声による忍術で瞬間移動できる。ファイル星人は太郎少年に協力を依頼し、白酒を飲ませて眠らせようと試みるが量が足りず失敗。歌と踊りも好きで、太郎少年やファイル星人たちと共に愉快に踊った。酒を飲んだ後は眠ってしまうことを知らされたZATは、スカイホエール内で白酒を合成して飲ませる作戦に出たが、アルコールの分量を誤ったせいで酷い泥酔状態となり暴れ出す。タロウとの戦いでは泥酔していたため勝負にならず、一方的に叩きのめされる。最終的にはタロウと踊りで勝負するが、途中で火を吹き始めたのでキングブレスレットが変形したポリバケツの水を浴びせられて適度に酔いを醒まされ、ファイル星人たちに連れて帰られた。
- 声：渡部猛（ノンクレジット）[42][13]
- デザインは島崎堯司によるもの[出典 227]。腰に下げた酒入りの瓢箪はデザイン後に付加された設定のため、上から描き込まれている[10]。
- 造形物はスーツのほか、飛び人形が用意された[13]。
- 火炎は『ウルトラ怪獣攻げき技大図鑑』で「アルコール火炎」と命名された。

### その他の作品に登場するベロン
- 着ぐるみは後に『ウルトラマンレオ』第9話にて、怪獣ショーの着ぐるみとして登場している[40][86]。
- 1989年の『総天然色バラエティー 北野テレビ』にて円谷プロが協力した「ウルトラマン」というコントに登場。防衛チームが出現した怪獣（ベロン）は手を出さなければ市街地を破壊しないだろうと静観していたところ、唐突に出現した初代ウルトラマンと格闘し、市街地が破壊された。
- 映画『大怪獣バトル ウルトラ銀河伝説 THE MOVIE』では、ベリュドラの胴体を構成する怪獣の1体となっている[27]。

## 歌好き怪獣 オルフィ
第49話「歌え！ 怪獣ビッグマッチ」に登場。
秩父にあるボッチ谷に棲む伝説怪獣で、年に1、2度だけ姿を現す。へそから楽譜を出して音楽を奏で、外見からは想像も出来ないほどの美声で歌うことから、村のアイドル的存在にもなっており、その歌声の状態で村人はその年の農作物の豊凶を占う。得意の土掘りで素早く土中に潜る。怪力の持ち主だが争いを嫌う善良な性格。引き抜いた木を削ぎ取って作った指揮棒で指揮をするなど、手先は器用。カーン星人に麻酔弾（実は強力な興奮剤）を打たれそうになるが、光太郎と北島隊員の作戦で弾をすべて盗み出されて事無きを得た。だが、音楽のテンポがずれると苛立つため、そこを衝かれてカーン星人にへその中に入られて操られるが、村を襲わないよう必死に正気を保ち、カーン星人がタロウに倒されると地下の寝床へ帰っていった。
- 声：桑原たけし（ノンクレジット）[42]
- デザイン画は現存しているが、デザイナーは不明とされていたが[19]、後に発売された書籍にて鈴木儀雄によるものと記述された[10]。
- 造形物はスーツのほか、アップ用の頭部・実物大のへそなどが用意された[13]。

## 宇宙怪人 カーン星人
第49話「歌え！ 怪獣ビッグマッチ」に登場。
温厚な性格の怪獣オルフィを暴れさせてZATを全滅させようと企む狡猾な宇宙人。地球上では民間団体「怪獣オルフィを捕らえる会」の坂本団長に変身して活動しており、その際、財界や政治家の支援を受けていたため、それを盾にZATのオルフィ保護要請をも退ける。真の目的はオルフィの体内に侵入し、破壊活動させることである。手からリングビームを放つ。最後は、キングブレスレットを変化させたマジックハンドで、ウルトラマンタロウによってオルフィのへその中から取り出され、そのまま地上へと叩き落され爆発絶命した。
- 人間態・声：草野大悟[42]
- 書籍『ウルトラマン白書』では別名を記述していない[1]。
- スーツはドルズ星人の改造[13]。造形物はスーツのほか、オルフィのへそに入るシーンのミニチュアが用意された[13]。

### 『ウルトラマンメビウス外伝 超銀河大戦』に登場するカーン星人
てれびくん版『ウルトラマンメビウス外伝 超銀河大戦』に登場。
メビウスを誘い出して罠に架けようとするヒッポリト星人の作戦に協力。アトランタ星人と共にレオと80に化け、メビウスが偽者と気付かずに助けようとしてエネルギーを消耗したところで正体を現し倒そうとする。カーンビームでメビウスを攻撃するが、メビュームブレードで切り倒された。

## 球好き怪獣 ガラキング
第50話「怪獣サインはV」に登場。
ジェット音を苦手としており、飛行機を次々と襲う宇宙怪獣。自身の体をボール状に丸めて転がり、そのまま空も飛べる。口や背中から火花を発したり、瞬間移動能力を持ち、ストリウム光線をも跳ね返す、頑丈な体の持ち主。ボール状の物体、球遊びが好きで、ガスタンクやバレーボールで毬遊びをする。服部ユキ（演：坂口良子）と壮絶なバレー対決を繰り広げた後、タロウとも戦うがスタミナ切れを起こす。ユキの「殺さないで」という言葉を聞いたタロウによって、宇宙へとアタックサーブされた。
- デザインは島崎堯司が担当した[126][10]。デザインモチーフはアルマジロ[10]。造形では大きな耳が追加された[10]。
- 造形物はスーツのほか、球体形態のものが用意された[13]。
- 体を球体にして転がって体当たりは『ウルトラ怪獣攻げき技大図鑑』で「ロードボーラー」と命名された。

## 不死身怪獣 リンドン
第51話「ウルトラの父と花嫁が来た！」に登場。
背中のこぶに詰まった再生細胞と強靭な心臓を持ち、「不死身」の肩書にふさわしい生命力をもつ。口からの高熱火炎や怪力が武器。1度はタロウによって首を切断され、復活の予兆がないというZATの検分で放置されて観光名所となるが一晩で首と身体がつながって再生し、再び東京の市街地で暴れて南原忠男の婚約者・珠子の命を奪うが、最後はウルトラの父のウルトラフェザーによって衝撃が全身に走り、粉々になった。
- デザインは島崎堯司が担当した[10]。
- 造形物はスーツのほか、実物大の口内が用意された[13]。
- 口から吐く火炎は『ウルトラ怪獣攻げき技大図鑑』で「フェニックサンディ」と命名された。

## 泥棒怪獣 ドロボン
第52話「ウルトラの命を盗め！」に登場。
ドロボン星の宇宙戦闘員。持っている棍棒（宇宙棍棒、金棒）は打撃武器になるだけでなく、ビームを放つことも可能。また、口からは火炎を吐く。ZATは「エネルギー量はこれまでの怪獣の中で一番」と分析している。左手には赤外線カンテラをぶら下げている。
母星で行われている星間戦争を有利に進めるためにタロウの力を手に入れようと地球に飛来し、その途中に立ちふさがったウルトラマンジャックを宇宙で返り討ちにする。地球での戦闘では、カンテラに二谷副隊長のスーパースワローが衝突したことで彼を人質に取り、タロウを危機に陥れる。立て続けにジャックがタロウの身代わりとして現れ、二谷の解放と引き換えにカラータイマーを奪って仮死状態にした後、それを装着したことで戦闘力が2倍にパワーアップしてタロウを圧倒する。だが、これらはタロウとジャックの作戦であり、3分後にはジャックのカラータイマーが点滅して不利になったことで、それまでエネルギー消費を抑えていたタロウに反撃されてカラータイマーを取り戻され、ジャックも蘇生する。最後は名誉挽回に燃える二谷によるスカイホエールの猛攻撃を受けて倒される。
- 声：渡部猛（ノンクレジット）[42][13]
- デザインは鈴木儀雄が担当した[出典 241]。デザイン画では胸にカラータイマーをはめ込むことが指示書きされていた[20]。デザイン画では赤外線カンテラを左手に持っている[10]。
- 造形物はスーツのほか、飛び人形が用意された[13]。
- 郷が光太郎にドロボンの目的を話す際、『ウルトラセブン』第13話「V3から来た男」の映像が流用されており、雑誌『ウルトラマン OFFICIAL DATA FILE』No.29-10ではアイロス星人が宇宙戦争に参加している可能性が示唆されている。

### 映画『ウルトラ6兄弟VS怪獣軍団』に登場するドロボン
映画『ウルトラ6兄弟VS怪獣軍団』に登場。
ゴモラ率いる怪獣軍団の1匹。口から破壊ガスを吐いて戦闘機を破壊する。その最中に登場したハヌマーンと戦闘になり、最初は物陰に隠れて攻撃の機会をうかがいながら、隙を突いてハヌマーンの足をすくい形勢逆転の起点を作る。ハヌマーンの救出に駆けつけたウルトラ6兄弟との戦闘ではウルトラマンジャックを投げ飛ばし、破壊ガスで攻撃したところを回避される。ウルトラマンとの戦闘では優位に立つが、助けにきたハヌマーンと2対1の戦闘になって以降は歯が立たず、ハヌマーンに三叉槍を胸に突き刺されたうえ頭部と両腕の皮を引き剥がされる。最後はハヌマーンのハリケーンガンを受けて全身の肉を吹き飛ばされ、骸骨と化して絶命する。
- 金棒を持っておらず、カラータイマーを装着するための胸の窪みが存在しないなどの違いがある。

### 『ウルトラマンメビウス外伝 超銀河大戦』に登場するドロボン
てれびくん版『ウルトラマンメビウス外伝 超銀河大戦』に登場。
アルファケンタウリ第9番惑星に複数で出現し、ウルトラマンとウルトラマンジャックを苦戦させる。

## 海獣 サメクジラ
第53話「さらばタロウよ！ ウルトラの母よ！」に登場。
バルキー星人に操られる宇宙怪獣。日本近海で白鳥健一少年の父親の乗る日日丸や、複数のタンカーを沈没させる。頭の巨大な鋸角はカッターのようになっており、船底を切り裂く。バルキー星人とともに日本に上陸してタロウと戦うが、鼻先の鋸角を折られて弱体化した後、ストリウム光線で倒された。
- デザインは鈴木儀雄が担当した[20][10]。検討用デザインでは、四肢がヒレ状ではない四足歩行怪獣となっていた[93][10]。決定稿では吸盤のような意匠が体表に加わっている[10]。
- 造形物はスーツのほか、水中シーン用のミニチュアが用意された[13]。
- 角の攻撃は『ウルトラ怪獣攻げき技大図鑑』で「ニードルスラッシュ」と命名された。

### その他の作品に登場するサメクジラ
- 映画『大怪獣バトル ウルトラ銀河伝説 THE MOVIE』では、ベリュドラの首を構成する怪獣の1体となっている[27]。
- 『ウルトラゾーン』第16話のアイキャッチでは、バルキー星人に川を渡る踏み台にされている姿が描かれている[220]。
- 『ウルトラマンタイガ』第15話にて、チブル星人マブゼが捕らえていた怪獣の中にサメクジラの幼体（身長：0.5メートル / 体重：5キログラム[221]）の姿が確認できる[222]。

### サメクジラ（ジョリー）
『ウルトラマンX』第9話「われら星雲！」に登場。
飼い主のバルキー星人ハルキを慕い、地球を訪れたサメクジラの幼獣。成長すると強大な怪獣兵器になりうる価値があるため、犯罪ネットワークの暗黒星団に狙われている。ハルキはジョリーを守るべく、Xioのワタル隊員の弟・イサムも加えてシェアハウス「星雲荘」に住む仲間であるナックル星人ナクリやイカルス星人イカリらと4人で「チーム星雲」を結成し、暗黒星団にラグビーで勝負を挑むこととなり、ジョリーはアスナ隊員に預けられる。暗黒星団がウルトラマンエックスによって撃退された後には、ラグビーに復帰するイサムを見届け、ハルキらとともに去っていった。
- デザインは品田冬樹が造形用の図面と粘土原型を用意したのみで、配色など基本的にはオリジナルを踏襲している[227][228]。

### 『ウルトラマンジード』に登場するサメクジラ（幼獣）
『ウルトラマンジード』第5話「あいかた」に登場。
かつてはあちこちの惑星でペットとして持て囃されていたが、怪獣兵器であることが判明すると宇宙に遺棄されるケースが相次いだ。地球に流れ着いた末にそこでも再度捨てられた幼獣のサメクジラがAIBに保護されている。
- 書籍によっては、サメクジラ（幼体）と記述している[232]。

## 宇宙海人 バルキー星人
第53話（最終回）「さらばタロウよ！ ウルトラの母よ！」に登場。
サメクジラを操り、地球の海を支配しようと目論む。額のタイマーランプから発射する光線と、手に持つ円形の宇宙槍が最大の武器。また、宇宙金属が埋め込まれた頭部による頭突きも強力で、ウルトラマンタロウの背後を取るほど動きも素早い。
後述のデザイン経緯からウルトラ戦士に似た赤い双眼を持つうえ、胸の中央にはやはりカラータイマーに似た青いランプを持つが、口元には歯のような意匠も覗いている。
タロウがサメクジラと戦っている最中に現れ、背後からタロウを羽交い絞めにしてサメクジラに倒させようとするが、ZATの攻撃に阻まれて失敗したうえにタロウにサメクジラを倒されたため、一度は逃亡する。しかし、父をサメクジラに殺害された悲しみに荒れていた白鳥健一少年に東光太郎が真の勇気を示そうと、ウルトラバッジをウルトラの母に返却した（タロウへの変身能力を放棄した）ことを確認した途端、等身大で再び出現して光太郎に襲いかかる。ZATガンで額を撃たれ、巨大化して光太郎を執拗に追い回した末、バルキービームによる爆発で火傷を負わせるが、彼の策で石油コンビナートへおびき出される。最後は、自らが蹴飛ばした石油タンクから噴出した石油を全身に浴びたところを光太郎にZATガンで点火され、瞬く間に燃え上がって爆死する。
- 声：鹿島信哉（ノンクレジット）[175][237]
- デザインは鈴木儀雄が担当しており、ウルトラマンレオのNGデザインを元として悪人顔に再デザインされた[出典 248][注釈 45]が、造形では黒目がない楕円形の目に改められた[240]。
- 劇中では単に「星人」と呼称されている。
- 爆死シーンにはスーツではなく人形が用いられている。
- 書籍『全怪獣怪人』では、水中での戦いを得意とする宇宙海賊であると記述されている[242]。

## スタッフ
- 怪獣デザイン：鈴木儀雄、熊谷健、島崎堯司 ほか
- 着ぐるみ制作：開米プロダクション、エキスプロダクション ほか
- スーツアクター：河合徹[42]